# Museo Arqueológico Nacional (España)
El Museo Arqueológico Nacional (MAN) es un museo nacional español con sede en el Palacio de Biblioteca y Museos Nacionales de Madrid, un edificio del siglo XIX, iniciado por el arquitecto Francisco Jareño y Alarcón y finalizado por Antonio Ruiz de Salces, que comparte con la Biblioteca Nacional y que se ubica en la calle Serrano, junto a la plaza de Colón.
Es el principal museo español dedicado a la arqueología. Su colección se nutre de piezas originarias de España, desde la Prehistoria hasta la Edad Moderna. No obstante, también tiene diferentes colecciones procedentes del exterior, en especial de la Antigua Grecia, tanto de la metropolitana como, sobre todo, de la Magna Grecia, y, en menor medida, del Antiguo Egipto, además de «un número reducido de piezas» de Oriente Próximo.
El museo es de titularidad estatal y de gestión directa del Ministerio de Cultura. Orgánicamente depende de la Dirección General de Bellas Artes y Patrimonio Cultural, concretamente de la Subdirección General de Museos Estatales.

## Historia

### Fundación. Casino de la Reina
El proyecto de un Museo Arqueológico Nacional se fraguó a partir de 1862. En ese año se decidió levantar al final del Paseo de Recoletos un edificio, el Palacio de Biblioteca y Museos Nacionales, que serviría de sede a la Biblioteca Nacional, el Museo Nacional de Pintura y Escultura (más conocido como Museo de la Trinidad) y el Museo Arqueológico Nacional.

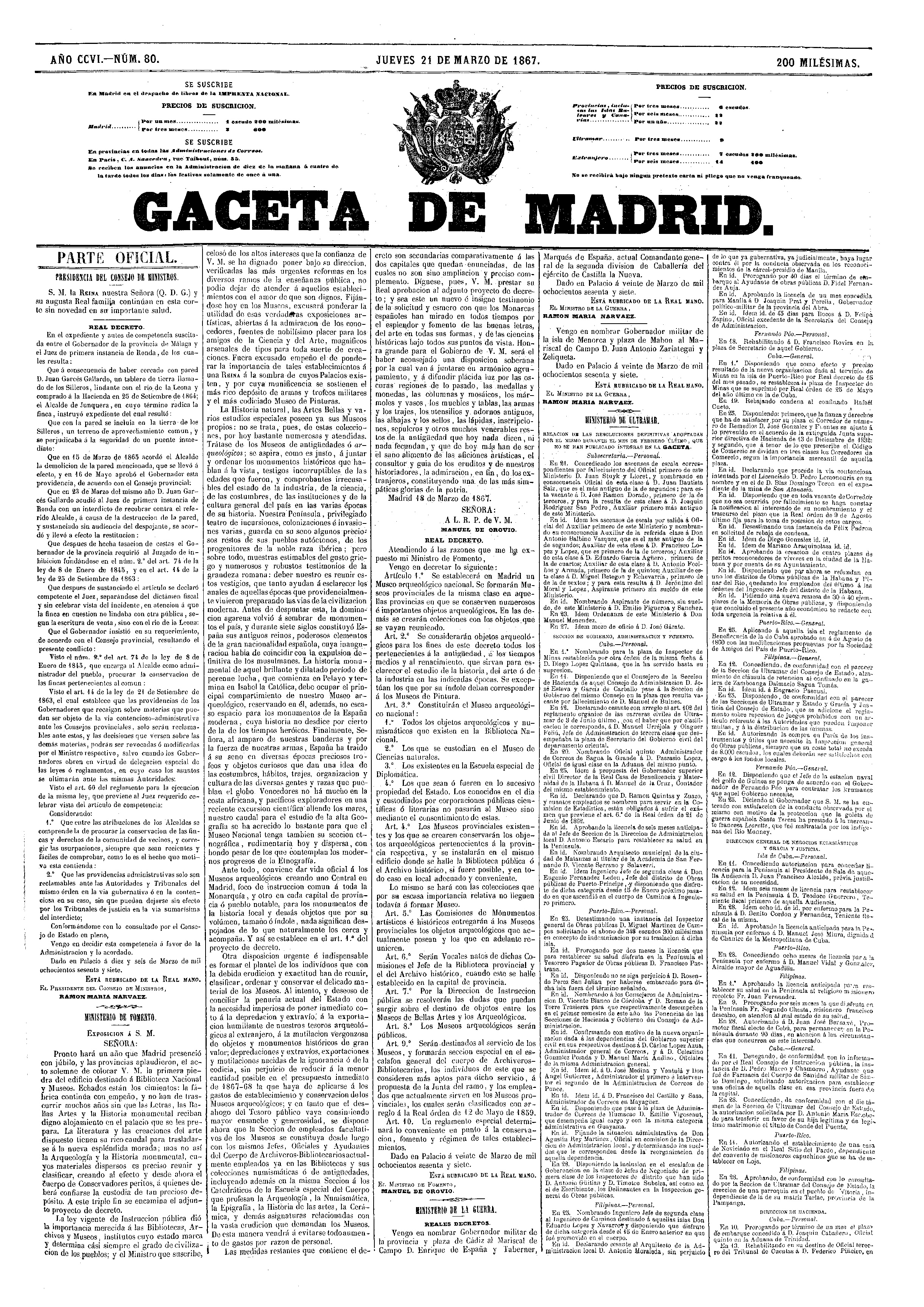
Gaceta de Madrid de 21 de marzo de 1867 en la que se publica el real decreto por el que se establece en Madrid un Museo Arqueológico Nacional.

Su creación se enmarca dentro de una corriente, iniciada en el siglo XVIII, que fomentaba la creación de museos o gabinetes para fines de investigación o docencia, especialmente por parte del Estado, con bienes de la Corona o por iniciativa real. A ello se unió el fenómeno de las desamortizaciones eclesiásticas, con graves consecuencias para el patrimonio histórico y artístico. Para mitigar ese problema, en 1844 se crearon las Comisiones Provinciales de Monumentos, cuyo fin era reunir objetos para formar museos o colecciones en cada provincia. A toda esta actividad se unió la creación de archivos y bibliotecas en distintas provincias y la creación, en 1858, del Cuerpo de Archiveros y Bibliotecarios, que posteriormente se amplió con la sección de Anticuarios.
Asimismo, la Ley General de Instrucción Pública de 1857 otorgaba a los archivos, bibliotecas y museos una misión docente, factor que también influyó en la creación del Museo Arqueológico Nacional. A diferencia de otros países europeos, España no contaba con un museo constituido por grandes colecciones; la idea de tal proyecto se expresaba ya en 1854, bajo la denominación de Museo Arqueológico General, y su puesta en marcha se vislumbró, al menos, desde 1862, con la intención de construir su sede.
Tales motivaciones hicieron que, en marzo de 1867, el ministro Manuel Orovio Echagüe expusiera a Isabel II la necesidad de contar con un Museo Arqueológico Nacional, y así, el 20 de marzo de 1867, a través de un real decreto, la reina firmó su creación en un contexto político y social en el que se fraguaba la revolución de 1868. Poco tiempo después, el 16 de junio, se nombró a su primer director, Pedro Felipe Monlau, y se cedió para sede provisional del Museo el palacete y otros pabellones del Casino de la Reina, pues en 1866 se habían iniciado las obras de la que sería su sede definitiva. Sus colecciones fundacionales procedían principalmente del Real Gabinete de Historia Natural (antecesor del actual Museo Nacional de Ciencias Naturales), a las que se sumaron los fondos del Museo de Medallas y Antigüedades de la Biblioteca Nacional, integrados por alrededor de 100 000 monedas, medallas y entalles, así como por un millar de objetos arqueológicos y artísticos, los de la Escuela Superior de Diplomática, y los de la Real Academia de la Historia.
El estado de sus edificios no era el más adecuado, por lo que durante el verano de 1867 se llevaron a cabo diversas obras de rehabilitación y adaptación, que afectaron principalmente al antiguo invernadero, y en el otoño del mismo año se produjo una segunda etapa de rehabilitación, con especial atención a los jardines. En noviembre, una real orden mandaba trasladar las colecciones al nuevo Museo Arqueológico.
En 1868 accedió a la dirección del Museo José Amador de los Ríos. Bajo su gestión se realizaron obras en la capilla, en los jardines y en la nueva portada del recinto exterior. Asimismo, comenzó la realización de un inventario con objeto de crear un catálogo del Museo, y se iniciaron dos libros de registro de piezas, para donaciones y compras. La previsión era inaugurar el Museo en noviembre de 1868, pero la revolución de septiembre dilató este acontecimiento. Durante la misma, una turba enemiga de Isabel II prendió fuego a la fachada, siendo atajada por los trabajadores, ante lo cual el director ordenó al personal del Museo que se armase para defenderlo, llegando a patrullar por el barrio auténticos arqueólogos milicianos.
Destituido el director por motivos políticos, le sustituyó Ventura Ruiz Aguilera, quien tuvo que posponer la inauguración del Museo debido a las obras y mejoras que requerían las instalaciones. Las deficiencias de estas y el espacio insuficiente para un montaje adecuado llevaron a solicitar al Ministerio la ampliación del Museo, sin fortuna. A pesar de ello, el 9 de julio de 1871 tuvo lugar la inauguración del mismo de la mano del rey Amadeo I, y contaba entonces con cuatro secciones:
- 1.ª — Tiempos primitivos, con 2703 objetos.
- 2.ª — Edad Media, con 3033 objetos.
- 3.ª — Numismática, con 103 096 monedas de oro, plata, bronce y plomo.
- 4.ª — Etnografía, con 3500 objetos procedentes de Asia, África, América y Oceanía.

Al año siguiente asumió la dirección Antonio García Gutiérrez, a quien siguieron en el cargo Francisco Bermúdez de Sotomayor y Basilio Sebastián Castellanos de Losada. El espacio reservado al Museo disminuyó al concederse terrenos a Veterinaria para la construcción de su Escuela. Este hecho, la necesidad de ampliar la sede y la lentitud de los trabajos del palacio de Recoletos hicieron que en 1888 se construyera un nuevo edificio anexo al palacete del Casino. En cuanto a las publicaciones, en 1876 se había publicado la Noticia histórica-descriptiva del Museo Arqueológico Nacional, y en 1883 se publicó un Catálogo, obra de Rada, del que solo vería la luz su primer volumen, dedicado a una de las secciones del museo. Igualmente, entre 1871 y 1882 se publicó la revista Museo Español de Antigüedades, que difundía las piezas más notables del museo a través de monografías.

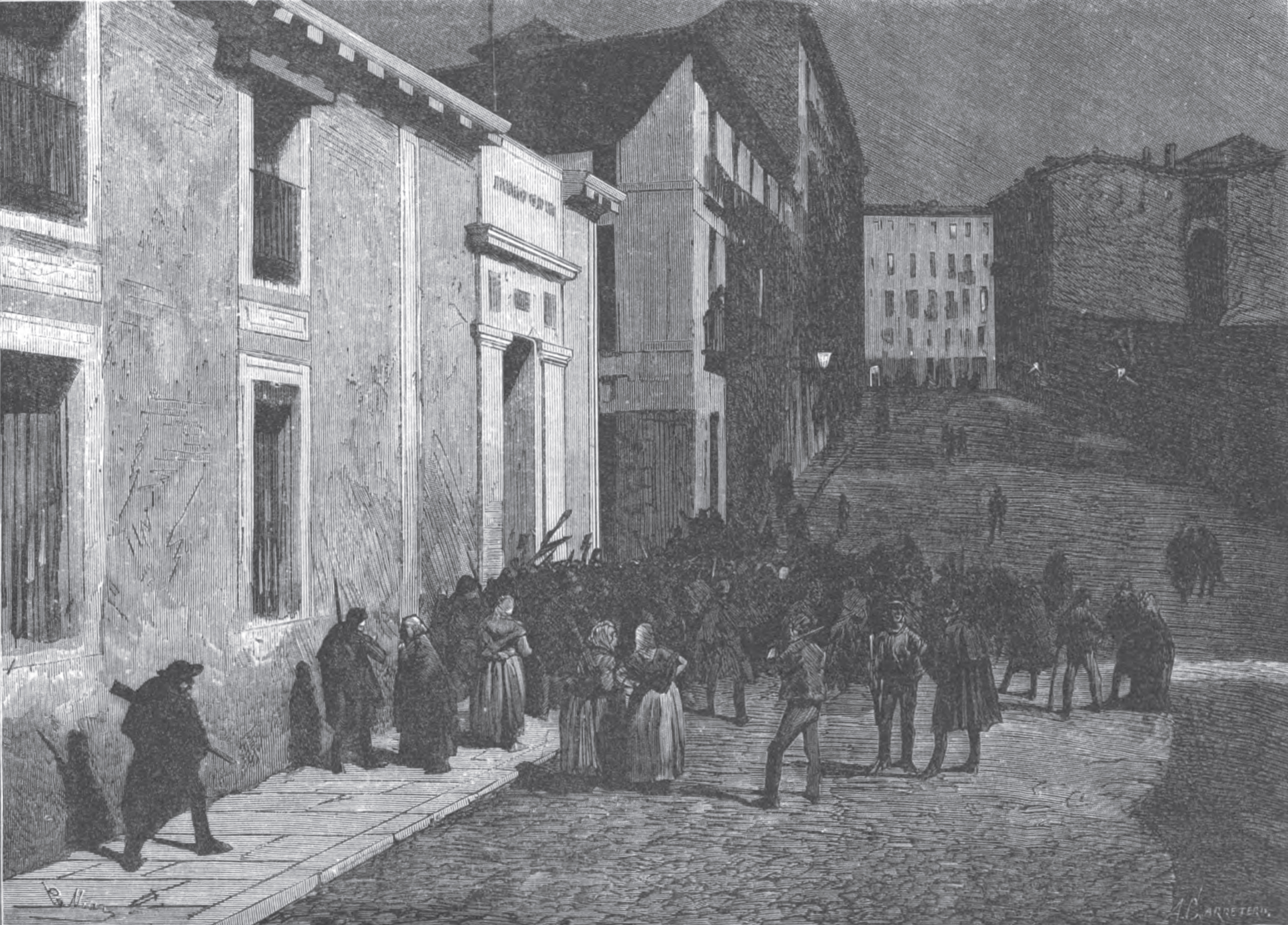
Motín en la noche del 11 de diciembre de 1872, cuando una turba de sublevados invadió el museo. Se produjo el robo de una espada granadina, recuperada al día siguiente.

Tras su inauguración, el Museo sufrió varios intentos de robo y asalto, como el ocurrido en 1873, durante el cual robaron una espada hispanoárabe, o en 1877, cuando robaron varias estatuillas de bronce, todo ello recuperado posteriormente. Con las obras del palacio de Recoletos ya finalizadas, en 1892 se organizaron dos exposiciones, la Histórico-Americana y la Histórico-Europea, conmemorativas del IV Centenario del Descubrimiento de América. En ellas participó el Museo, trasladando muchas de sus colecciones, que se recogieron en un Catálogo General en 1893. En este año el Museo también participó en otra exposición, la Histórico-Natural y Etnográfica.
Finalizadas las exposiciones, en julio de 1893 se ordenó el traslado definitivo del resto de colecciones del Museo desde el Casino de la Reina. Aunque se preveía disponer de mayor espacio en la nueva sede, al Museo solo le correspondieron dos plantas del ala de Serrano, dos patios cubiertos y parte del sótano. Finalmente, el 5 de julio de 1895 se inauguró oficialmente el Museo en su nueva sede.

### Palacio de Biblioteca y Museos Nacionales
Instalado en su nueva sede, el Museo continuó su misión docente de la mano de los conservadores, como la serie de conferencias entre 1896 y 1897. En 1900 se suprimió la Escuela Superior de Diplomática, trasvasando sus enseñanzas y profesores a la Universidad, por lo que el cuerpo de archiveros, bibliotecarios y anticuarios perdía parte de su personalidad. Al año siguiente, y con objeto de mejorar la enseñanza de la arqueología en la Universidad, se dispuso que los museos arqueológicos tuvieran cierta dependencia del Rector de la Universidad; servirían para las clases prácticas y los jefes de museos darían dos conferencias al mes. Poco tiempo después dichos procedimientos no harían falta con la formación, en la propia Universidad, de los futuros arqueólogos tanto para esta como para los museos.
En el largo periodo hasta 1930 apenas tuvieron lugar obras de albañilería en el Museo, salvo montajes o desmontajes y reparaciones, como las continuas llevadas a cabo en las cubiertas de vidrio de los dos patios. En estos años se publicaron varios trabajos destinados a difundir los fondos del Museo, entre ellos varios catálogos y dos guías, la Guía histórica y descriptiva del Museo Arqueológico Nacional (1917) y Una visita al Museo Arqueológico Nacional (1925). La actividad científica de directores y conservadores fue muy prolífica y destaca asimismo la presencia de tres arqueólogos franceses en el Museo, además de las continuas relaciones de Adolf Schulten con el mismo.
Las nuevas tendencias artísticas se fueron imponiendo en la museografía y todos los aspectos decorativos derivados del neoclasicismo, eclecticismo y Art Nouveau se fueron eliminando; se pretendía que las piezas absorbieran la atención del público sin la molestia de adornos complementarios. El Museo asumió lo anticuado de sus instalaciones y elaboró un proyecto de modernización a realizar en varias fases; sin embargo, solo se llevó a cabo la primera, finalizada en julio de 1936, que afectó a la planta baja. En esta se crearon cuatro nuevas salas en las que, pensando en el público, se presentaban únicamente las piezas más importantes. Años antes, el 10 de julio de 1931, se había creado el Patronato del Museo Arqueológico Nacional.
Bajo la dirección de Francisco de Paula Álvarez-Ossorio y Farfán de los Godos se publicaron varios catálogos temáticos, como bronces ibéricos, vasos griegos, monedas, mientras que las nuevas adquisiciones fueron publicadas en folletos independientes. El inicio de la Guerra Civil paralizó tanto la inauguración de las nuevas salas como los restantes proyectos de modernización del Museo.
En previsión de los posibles daños que pudiera sufrir el patrimonio durante la contienda, en julio de 1936 se constituyó una Junta Superior de Conservación y Protección del Tesoro Artístico, que recuperó objetos de distintos lugares, siendo trasladados al Museo para su depósito. Asimismo, en este se retiraron las piezas de vitrinas, pedestales y salas y, guardadas en cajones apilados dentro de un andamiaje, se almacenaron en una sala, dejando únicamente instaladas las copias de piezas expuestas en los muros. El 16 de noviembre de ese año, la aviación del bando sublevado lanzó un ataque con veinticinco bombas incendiarias contra el palacio, aunque los daños que sufrió el museo no fueron graves (aún hoy día puede verse el impacto de una de las bombas en el llamado Patio de la Virgen). Lo peor fue la incautación de casi 3000 monedas de oro por parte de las autoridades del gobierno republicano. El destino de las monedas jamás se aclaró, si bien buena parte de las mismas parece que fue comprada por la Hispanic Society of America, cuya colección completa fue subastada en 2011 y parte traída de vuelta a España.
Una vez finalizada la contienda, el periodo de postguerra en el Museo se prolongó hasta 1951 y se caracterizó por la provisionalidad. En 1939 se evacuaron los fondos acumulados en las distintas salas por parte del Servicio de Recuperación Artística, lo que permitió, al año siguiente, abrir al público una instalación provisional, con las muestras más representativas de sus colecciones. Ese montaje, al que se llamó Museo breve o Museo resumido, duró hasta 1951. 
Asimismo, entre 1941 y 1942 se organizó una exposición temporal con fondos de Recuperación, en concreto orfebrería y ropas de culto. Al finalizar la exposición, el espacio que ocupó sirvió de sede provisional del Museo de América, creado en 1941 con los fondos de arte, arqueología y etnografía americanos del propio MAN, hasta 1962. En 1942 el Patronato del Museo aprobó un proyecto de reinstalación, que empezó en 1943; se realizaron obras como las hechas en varias salas de la planta baja, el «patio romano» o la apertura de grandes arcos para comunicación entre las salas.
En 1952, bajo la nueva dirección de Joaquín Navascués, se redactó un nuevo proyecto, cuyas obras perduraron hasta 1954, fecha de su reinauguración. Entre otras reformas se modernizaron vitrinas, se introdujo el plástico como soporte para la presentación de las piezas, se limpiaron fachadas y se construyó una instalación para los vasos griegos. En 1962, tras el traslado del Museo de América, se preparó en el espacio que ocupaba la instalación de las colecciones de Egipto y Oriente Próximo y en 1964 se inauguró, en los jardines del recinto, una reproducción de la cueva de Altamira.
Las instalaciones hechas se habían quedado obsoletas y a partir de 1968 se introdujeron nuevos conceptos museográficos, reformando por completo el museo y reinstalando todas sus colecciones. En 1981 dicha remodelación estaba prácticamente finalizada por lo que tuvo lugar su inauguración. La sede pasó de poseer dos plantas, un sótano y una planta superior a tener cinco plantas, dos de ellas semisótanos y una entreplanta, y se desmontaron las estructuras de los patios romano y árabe, que quedaron sin cubrir.
En los años 80 se constituyó el departamento de Educación, se potenciaron las actividades de difusión, conferencias y cursos y se reanudaron las series de catálogos y monografías. En 1988 se nombró director a José María Luzón Nogué, quien planteó una nueva remodelación de la sede para ampliarla bajo el jardín de la fachada de la calle Serrano. Se produjo la reorganización del archivo del museo, dotándole de un local propio, y se constituyó el archivo de material gráfico. En este periodo también se produjo la informatización del Museo.

## Sede
A mediados del siglo XIX el gobierno decidió construir un edificio, el llamado Palacio de Biblioteca y Museos Nacionales, con objeto de alojar en él la Biblioteca Nacional, el Museo Arqueológico Nacional —todavía no creado por entonces— y el Museo Nacional de Pinturas, que abrió sus puertas en 1841 en el antiguo convento de la Trinidad, por lo que fue conocido de forma generalizada como Museo de la Trinidad. Los fondos de estas instituciones aumentaban continuamente y se hizo necesaria una nueva sede; el deseo inicial era una nueva para cada institución, pero la carencia de medios económicos evitó que así fuera.
El emplazamiento elegido fue un solar situado al final del Paseo de Recoletos, zona en plena expansión en aquellos momentos, y el arquitecto elegido fue Francisco Jareño y Alarcón, a quien se le encargó el proyecto en 1862. Este fue aprobado por la Junta de Obras Públicas en 1865 y ese mismo año comenzaron las obras de desmonte en el terreno. El 21 de abril de 1866, la reina Isabel II colocó la primera piedra, acompañada de la Corte, personalidades y el numeroso público que asistió a la ceremonia.
A lo largo de los años que Jareño estuvo al frente, se sucedieron varios proyectos, distinguiéndose dos generales: el aprobado en 1865 y el anterior a 1871. A ellos se unieron proyectos parciales y reformas y algunas simplificaciones. Existió otro general, hacia 1882, encargado a Álvaro Rosell, que no llegó a aprobarse. Finalmente, en 1884 se encargó otro proyecto a Antonio Ruiz de Salces, que se llevó a cabo hasta la terminación del edificio.
El proyecto de 1865 plantea un edificio rectangular, de tres plantas, geométrico y simétrico respecto al eje central de Recoletos a Serrano, con una cruz en su interior y superposición de órdenes. Presenta cuatro crujías, con cuatro pabellones en las esquinas. En la fachada de Recoletos se adelanta un pórtico octóstilo donde termina una escalinata que asciende desde el jardín, mientras que en la fachada de Serrano se interrumpe el muro con siete vanos entre columnas, ante los cuales aparece una escalinata de acceso. Los brazos de la cruz y las crujías dejan espacio para cuatro patios y en el centro de la planta un gran espacio octogonal. En cuanto a las cubiertas, son a dos aguas, y sobre el cuerpo central una cúpula de 30 metros.
En el segundo proyecto el edificio se amplía y adquiere sus dimensiones actuales y, entre los cambios respecto al anterior, aumenta el número de vanos. Rodeando todo el complejo se alza una verja de hierro de 700 metros de longitud, con tres portones, dos en la fachada de Recoletos y uno en la de Serrano. En 1881 surgió la propuesta de alojar en el Palacio al Ministerio de Fomento; el encargo del proyecto lo recibió Álvaro Rosell y el edificio pasaría a llamarse Palacio Nacional de Recoletos. Sin embargo, el proyecto quedó paralizado.
En 1884 se nombró a Antonio Ruiz de Salces encargado del proyecto definitivo, hasta la conclusión del edificio en 1892, que se refleja en el Palacio existente actualmente. Las ventanas de las fachadas se rematan por frontones triangulares; desaparece la cúpula sobre la sala de lectura octogonal, que pasa a ser cuadrada; la decoración se ciñe a elementos arquitectónicos, como capiteles, cornisas o molduras, dentro de un estilo que los estudiosos encuadran en el eclecticismo neoclásico. La fachada de Recoletos presenta un orden de columnas corintio, con un frontón como remate; por su parte, la fachada de Serrano cuenta con capiteles toscanos en la primera planta y con jónicos en la columnata superpuesta. El centro de las fachadas reunió un destacado conjunto de estatuas y relieves representando personajes ilustres de las letras y las artes y representaciones simbólicas.
Así, en Recoletos se colocaron las estatuas de San Isidoro de Sevilla, Alfonso X el Sabio, Juan Luis Vives, Antonio de Nebrija, Lope de Vega y Miguel de Cervantes, además de once medallones con bustos de Fray Luis de León, Pedro Calderón de la Barca, Francisco de Quevedo, Juan de Mariana, Nicolás Antonio, Tirso de Molina, Antonio Agustín, Santa Teresa de Jesús, Benito Arias Montano, Diego Hurtado de Mendoza y Garcilaso de la Vega. En Serrano se ubicaron las estatuas de Alonso Berruguete y Diego Velázquez y, a ambos lados de la escalinata, una esfinge echada.
Reforma de 2008-2014
Desde 2008 se ejecutó una renovación completa del edificio. A causa de dichas obras, durante meses fue visitable tan solo una exposición con una muestra de algunas de las obras maestras del museo: «Tesoros del Museo Arqueológico Nacional», y desde el 25 de julio de 2011 el cierre del museo fue total, no reabriendo sus puertas hasta el 1 de abril de 2014.
La inversión fue de 65 millones de euros entre obra civil y museografía. La parte arquitectónica fue responsabilidad de Juan Pablo Rodríguez Frade, mientras que de la nueva museografía se ocupó la empresa Empty. Los trabajos supusieron un aumento de la superficie útil, que pasó de 19 280 a 23 303 metros cuadrados, y del espacio dedicado a exposición, de 7300 metros cuadrados a 9715, distribuidos en 40 salas, a pesar de lo cual el número de piezas expuestas en la nueva instalación no solo no ha aumentado sino que se ha reducido a 15 500 (aunque varias de ellas forman conjuntos, por lo que se puede decir que se muestran 13 000 unidades expositivas), frente a 18 000 que se exhibían con anterioridad. Igualmente se incorporaron nuevos formatos museográficos, como soportes audiovisuales.

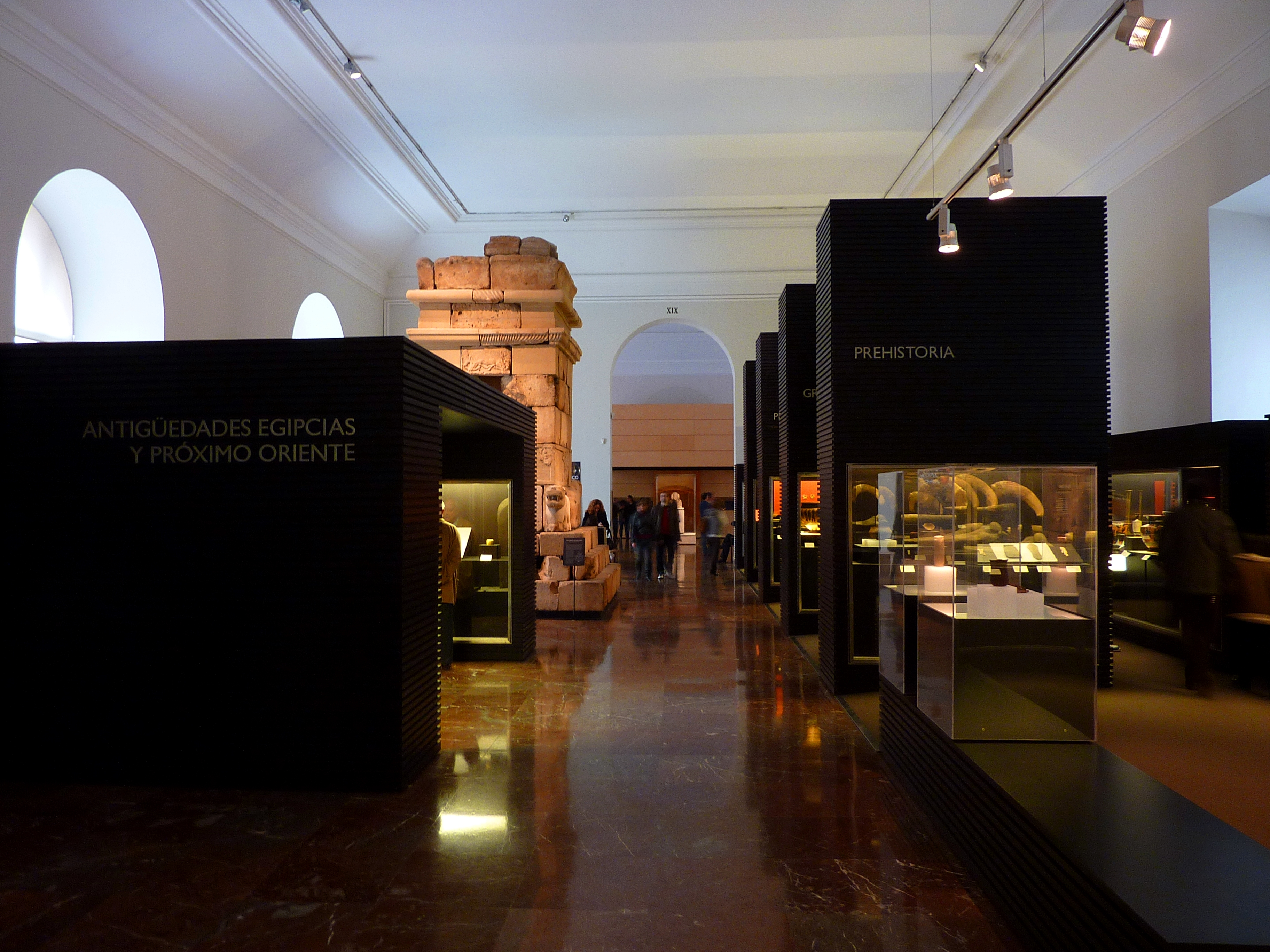
Montaje provisional de las salas del museo en febrero de 2010, durante las obras de remodelación integral.
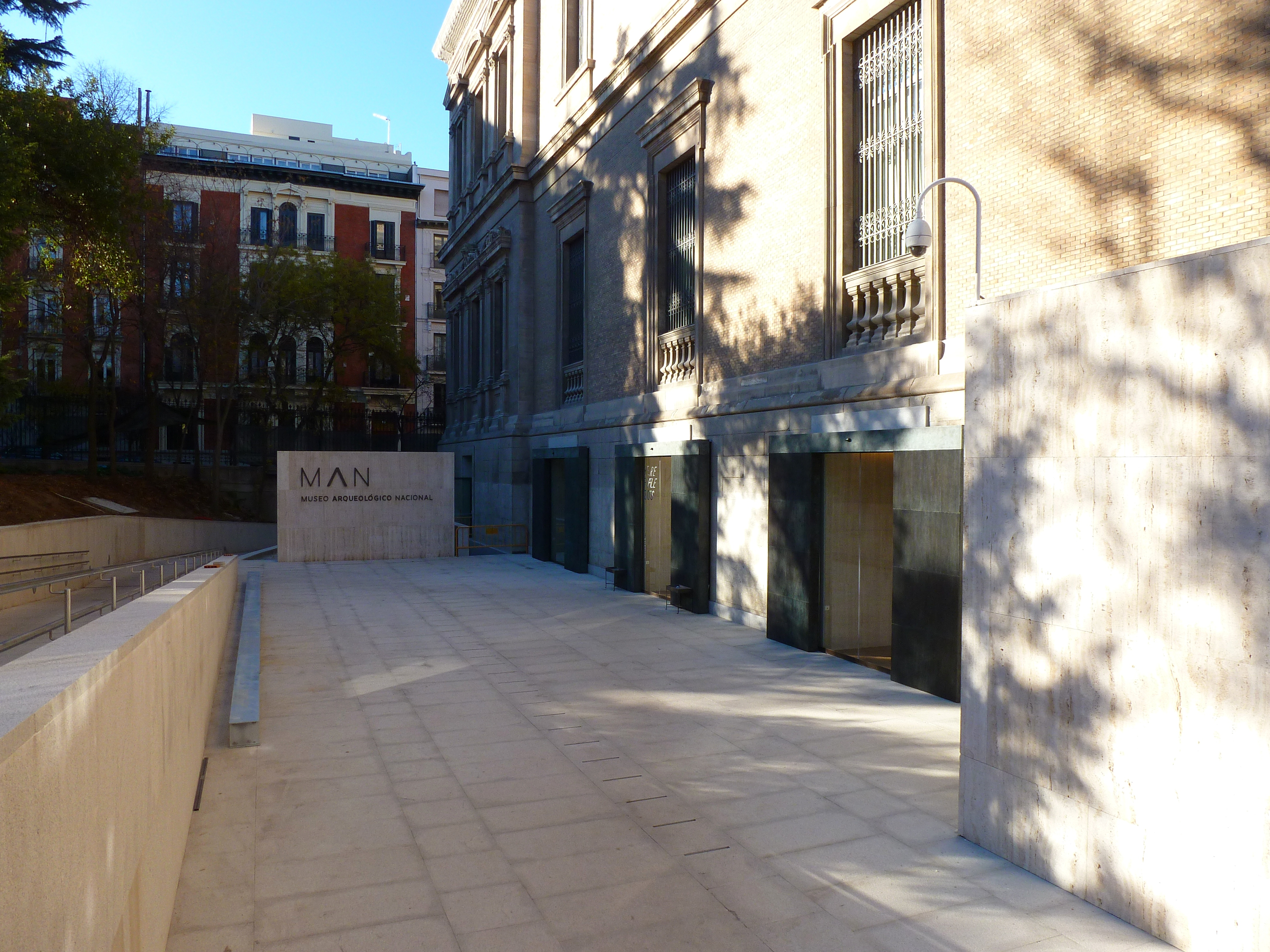
Nuevo acceso. Al fondo la calle Villanueva.
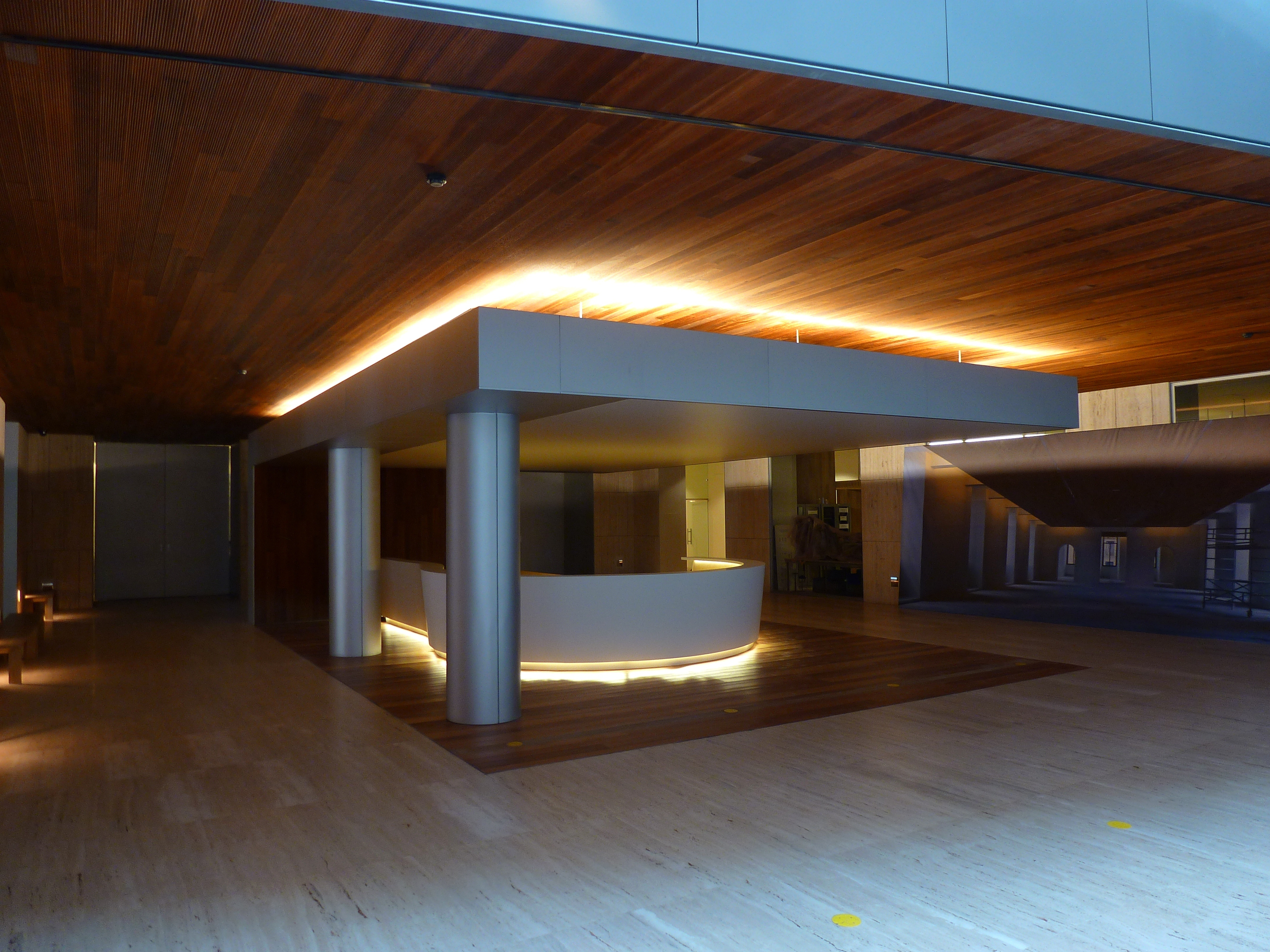
Área de acogida: mostrador de venta de entradas.
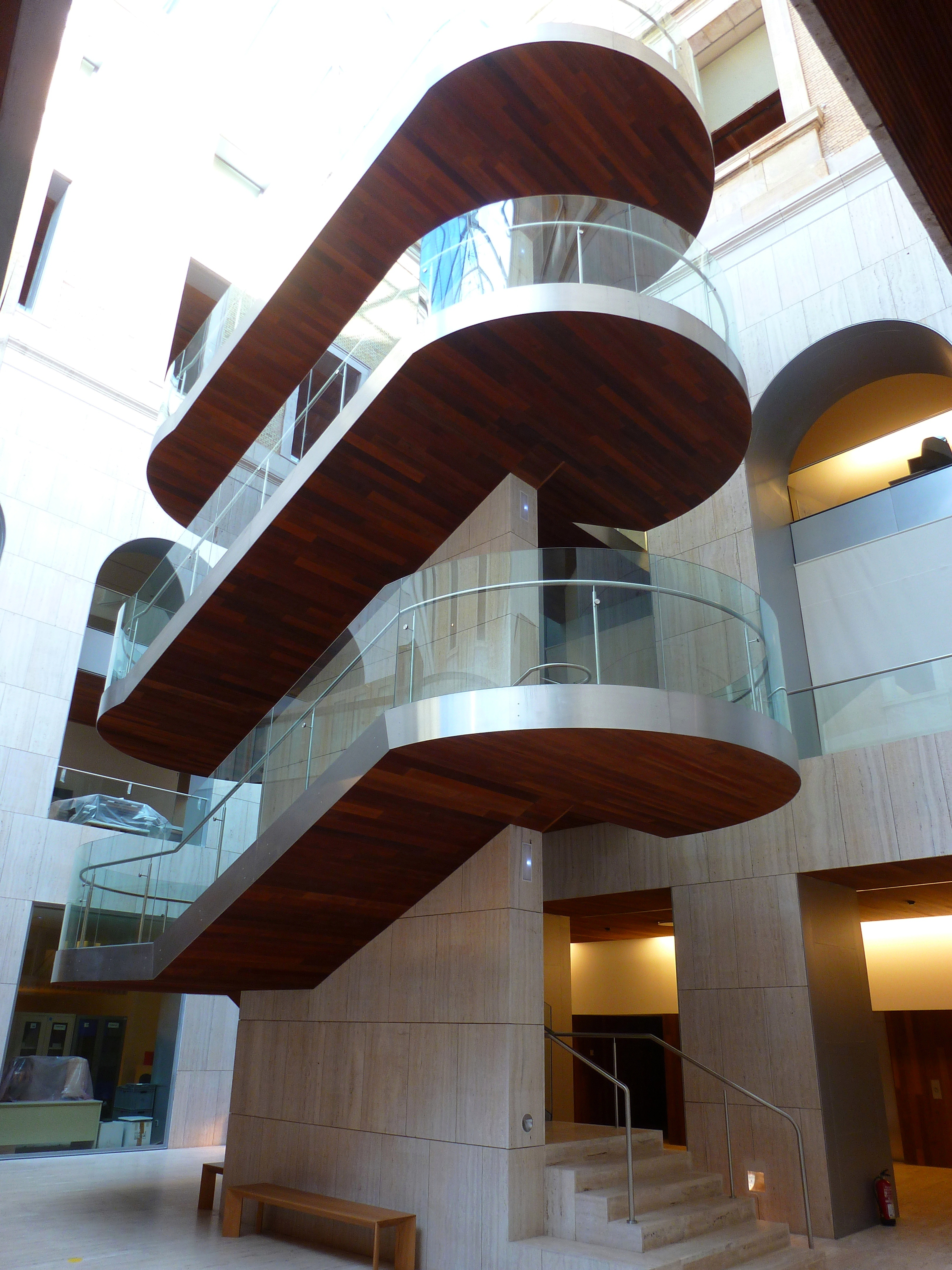
Escalera.
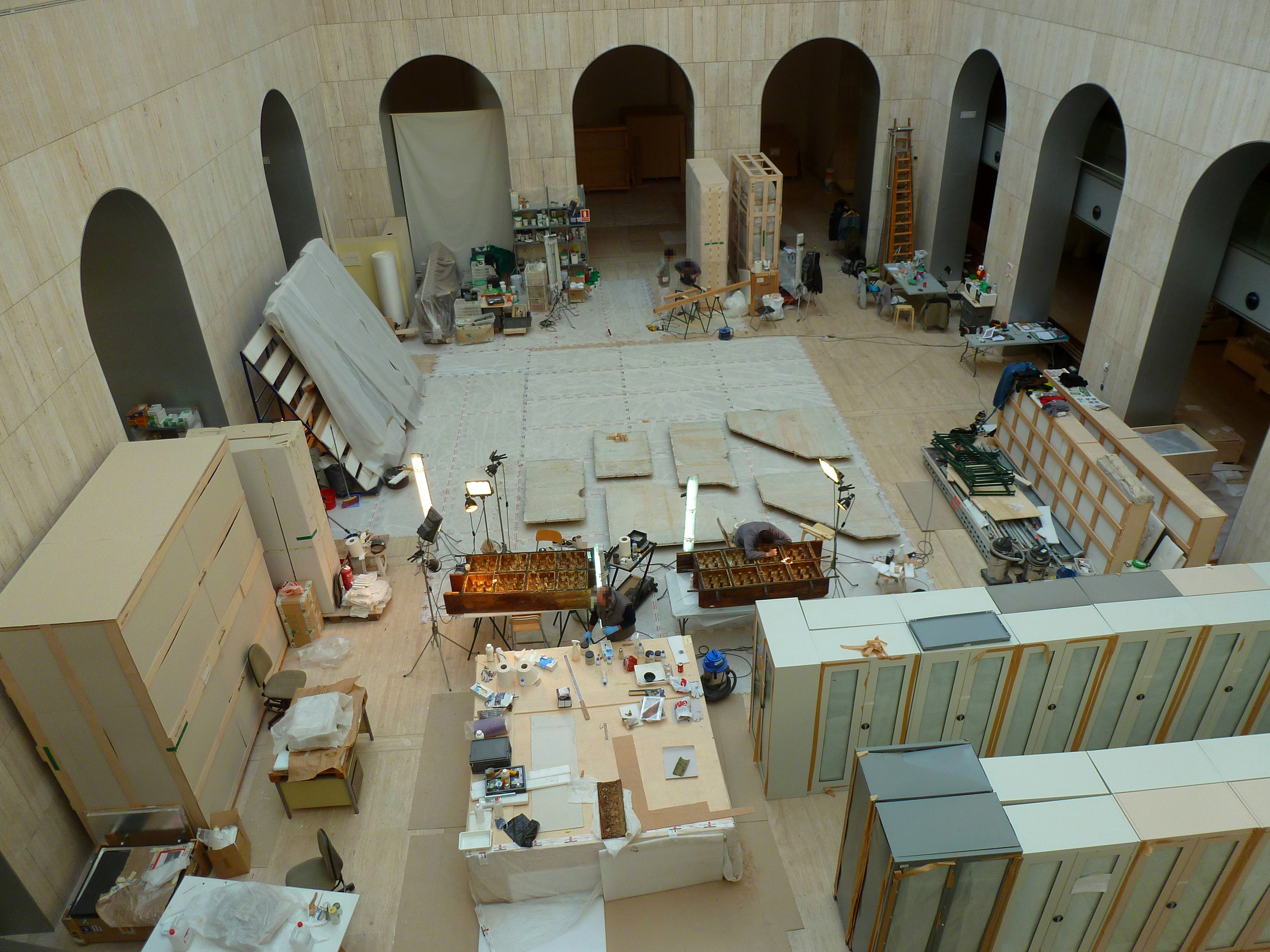
El patio sur durante las obras.
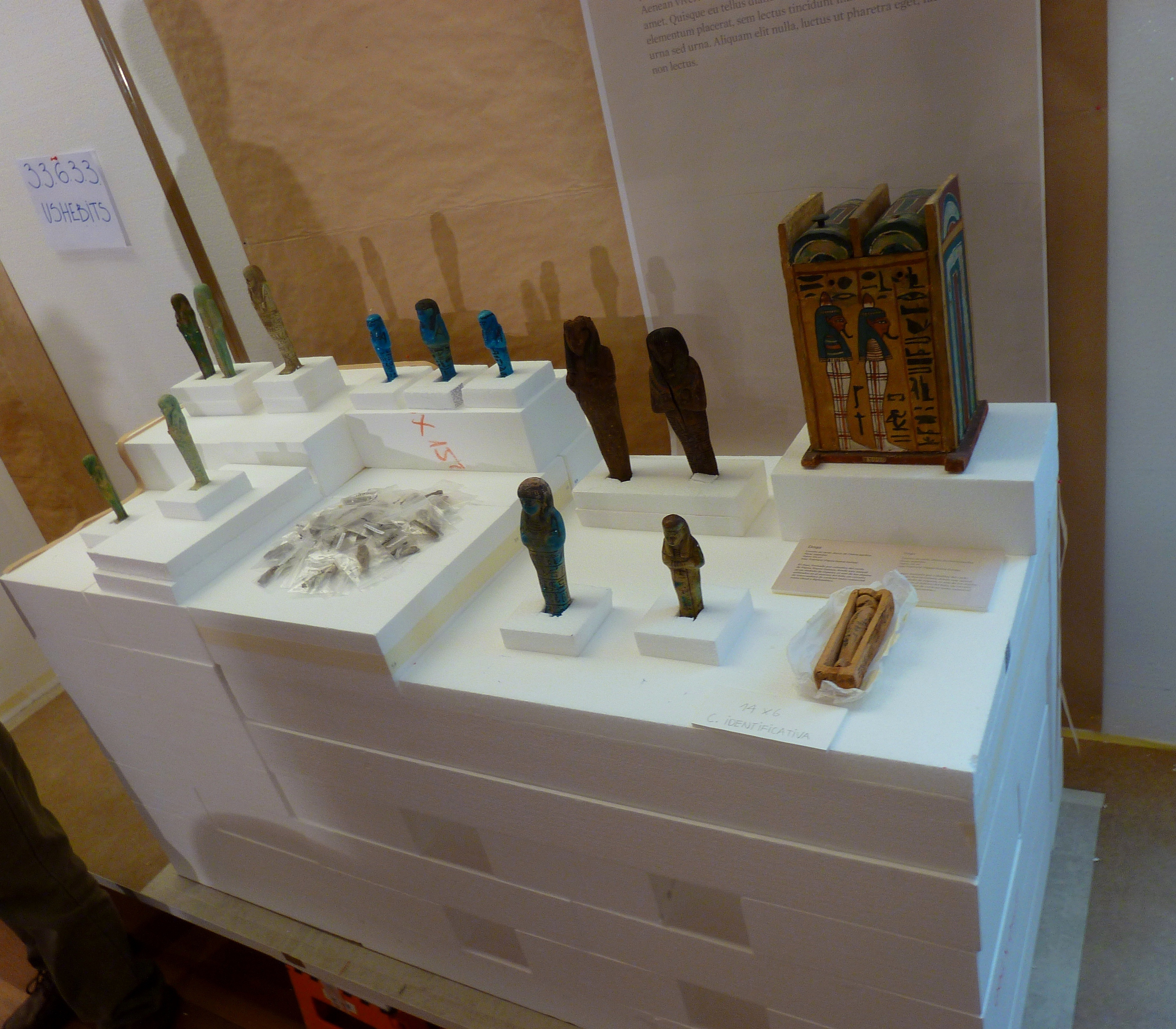
Pruebas para las nuevas vitrinas.
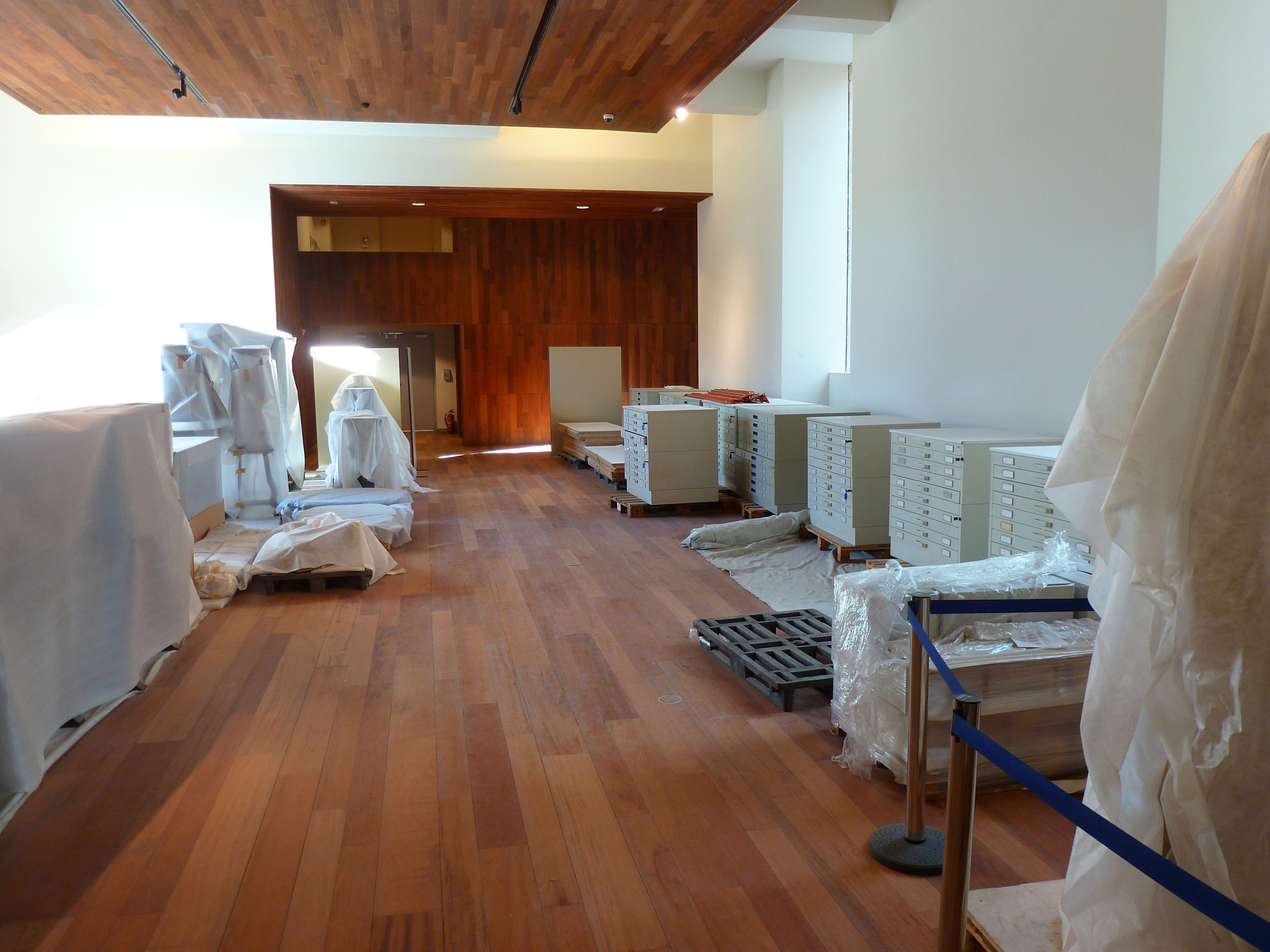
Una de las salas, en proceso de remodelación.
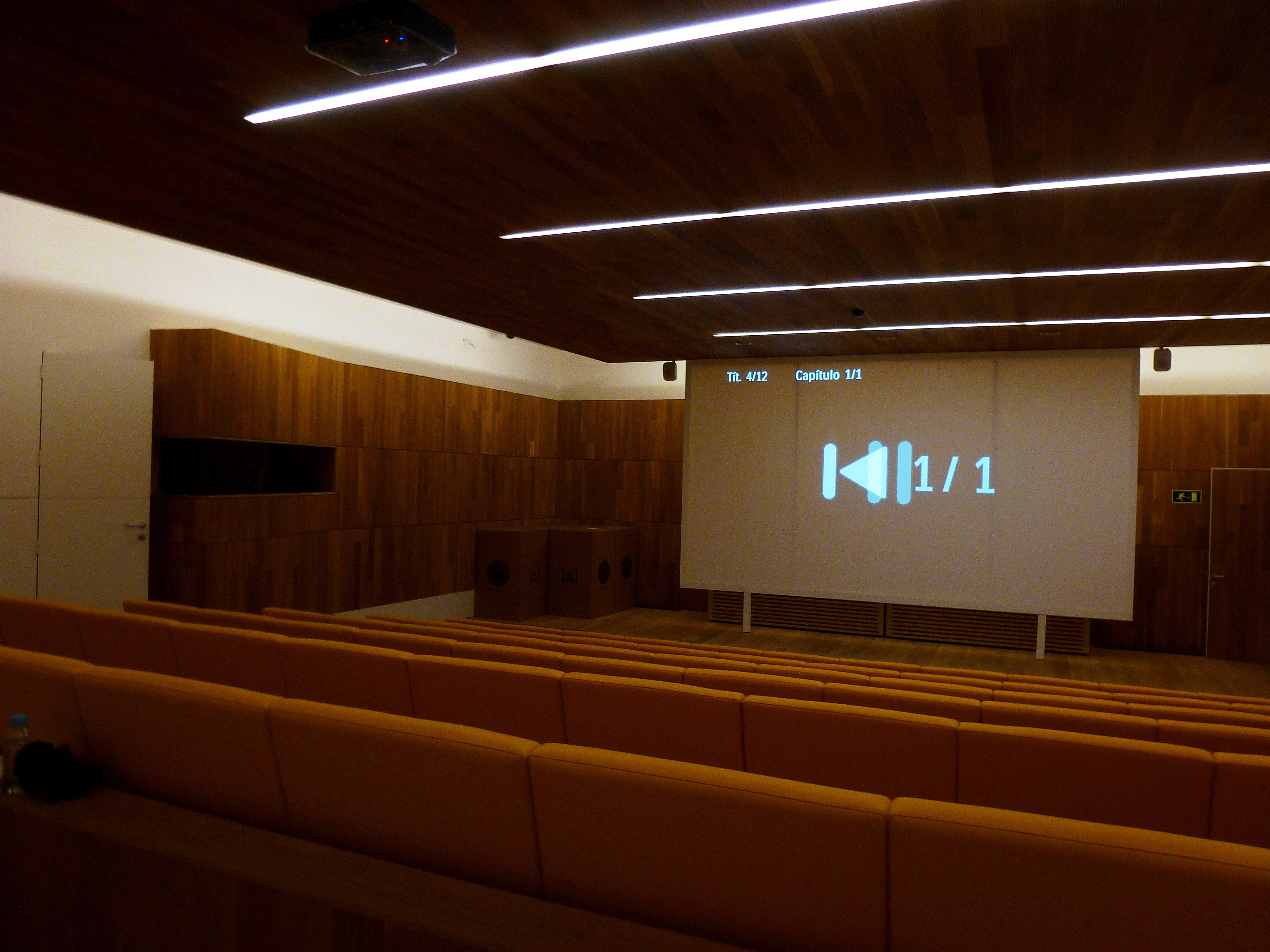
Sala de conferencias, de 64 butacas.

## Administración
El decreto de 27 de noviembre de 1967 suprimió el régimen de autonomía administrativa del Museo Arqueológico Nacional. Con anterioridad lo nombraba directamente el ministro; de 1981 a 1999 lo elegía de entre los candidatos que firmaran una convocatoria de vacante. Desde 1993 el director del museo es igualmente designado por el ministro a cargo de los asuntos culturales, a propuesta del director general de Bellas Artes y Bienes Culturales, tras una «convocatoria de libre designación». Junto con otros organismos públicos, como el Museo del Prado, la Biblioteca Nacional o el Archivo Histórico Nacional, el nombramiento de su director es discrecional, aunque desde el Real Decreto 570/1999, de 9 de abril, de creación del Patronato del Museo Arqueológico Nacional, el Patronato del Museo puede «emitir su parecer sobre el nombramiento del Director y del Subdirector del Museo» (art. 4.4.).
| 1  |  | Pedro Felipe Monlau (1808-1871)                                      | 12 de junio de 1867 - 4 de febrero de 1868          |
| 2  |  | José Amador de los Ríos y Serrano (1816-1878)                        | 5 de febrero - 16 de noviembre de 1868              |
| 3  |  | Ventura Ruiz Aguilera (1820-1881)                                    | 16 de noviembre de 1868 - 10 de mayo de 1872        |
| 4  |  | Antonio García Gutiérrez (1813-1884)                                 | 10 de mayo de 1872 - 4 de enero de 1884             |
| 5  |  | Francisco Bermúdez de Sotomayor (1806-1886)                          | 17 de enero de 1884 - 20 de julio de 1886           |
| 6  |  | Basilio Sebastián Castellanos de Losada (1807-1891)                  | 20 de julio de 1886 - 6 de junio de 1891            |
| 7  |  | Juan de Dios de la Rada y Delgado (1827-1901)                        | 6 de junio de 1891 - 8 de agosto de 1900            |
| 8  |  | Juan Catalina García López (1845-1911)                               | 9 de agosto de 1900 - 18 de enero de 1911           |
| 9  |  | Rodrigo Amador de los Ríos y Villalta (1849-1917)                    | 18 de enero de 1911 - 3 de marzo de 1916            |
| 10 |  | José Ramón Mélida Alinari (1856-1933)                                | 4 de marzo de 1916 - 1 de enero de 1930             |
| 11 |  | Francisco de Paula Álvarez-Ossorio y Farfán de los Godos (1868-1953) | 29 de julio de 1930 - 20 de febrero de 1937         |
| 12 |  | Casto María del Rivero (1873-1961)                                   | 20 de febrero - 15 de julio de 1937                 |
| 13 |  | Cayetano de Mergelina (1890-1962)                                    | 20 de septiembre de 1937 - abril de 1939            |
| 14 |  | Blas Taracena Aguirre (1895-1951)                                    | 3 de abril de 1939 - 6 de septiembre de 1939        |
| 11 |  | Francisco de Paula Álvarez-Ossorio y Farfán de los Godos (1868-1953) | 9 de septiembre - 11 de septiembre de 1939          |
| 14 |  | Blas Taracena Aguirre (1895-1951)                                    | 4 de marzo de 1940 - 1 de febrero de 1951           |
| 15 |  | Joaquín María de Navascués y de Juan (1900-1975)                     | 31 de mayo de 1952 - 20 de mayo de 1966             |
| -  |  | Augusto Fernández de Avilés y Álvarez-Ossorio (1908-1968)            | 20 de mayo de 1966 - 23 de abril de 1968 (interino) |
| 16 |  | Martín Almagro Basch (1911-1984)                                     | 4 de septiembre de 1968 - 17 de abril de 1981       |
| 17 |  | Eduardo Ripoll Perelló (1923-2006)                                   | 30 de noviembre de 1981 - 30 de octubre de 1986     |
| 18 |  | José Alfonso Moure Romanillo (1949-2023)                             | 20 de enero de 1987 - 30 de septiembre de 1988      |
| 19 |  | José María Luzón Nogué (1941-)                                       | 15 de noviembre de 1988 - 15 de febrero de 1991     |
| 20 |  | María del Carmen Pérez Díe (1953-)                                   | 18 de febrero de 1991 - 20 de noviembre de 1997     |
| 21 |  | Martín Almagro Gorbea (1946-)                                        | 10 de junio de 1998 - 12 de abril de 1999           |
| 22 |  | Marina Chinchilla Gómez (1961-)                                      | 24 de junio de 1999 - 14 de junio de 2000           |
| 23 |  | Miguel Ángel Elvira Barba (1950-)                                    | 19 de julio de 2000 - 1 de octubre de 2004          |
| 24 |  | Rubí Sanz Gamo (1952-)                                               | 1 de diciembre de 2004 - 6 de septiembre de 2010    |
| 25 |  | Andrés Carretero Pérez (1955-)                                       | 6 de septiembre de 2010 - 31 de diciembre de 2022   |
| 26 |  | Isabel Izquierdo Peraile (1970-)                                     | 24 de abril de 2023 -                               |

## Colecciones

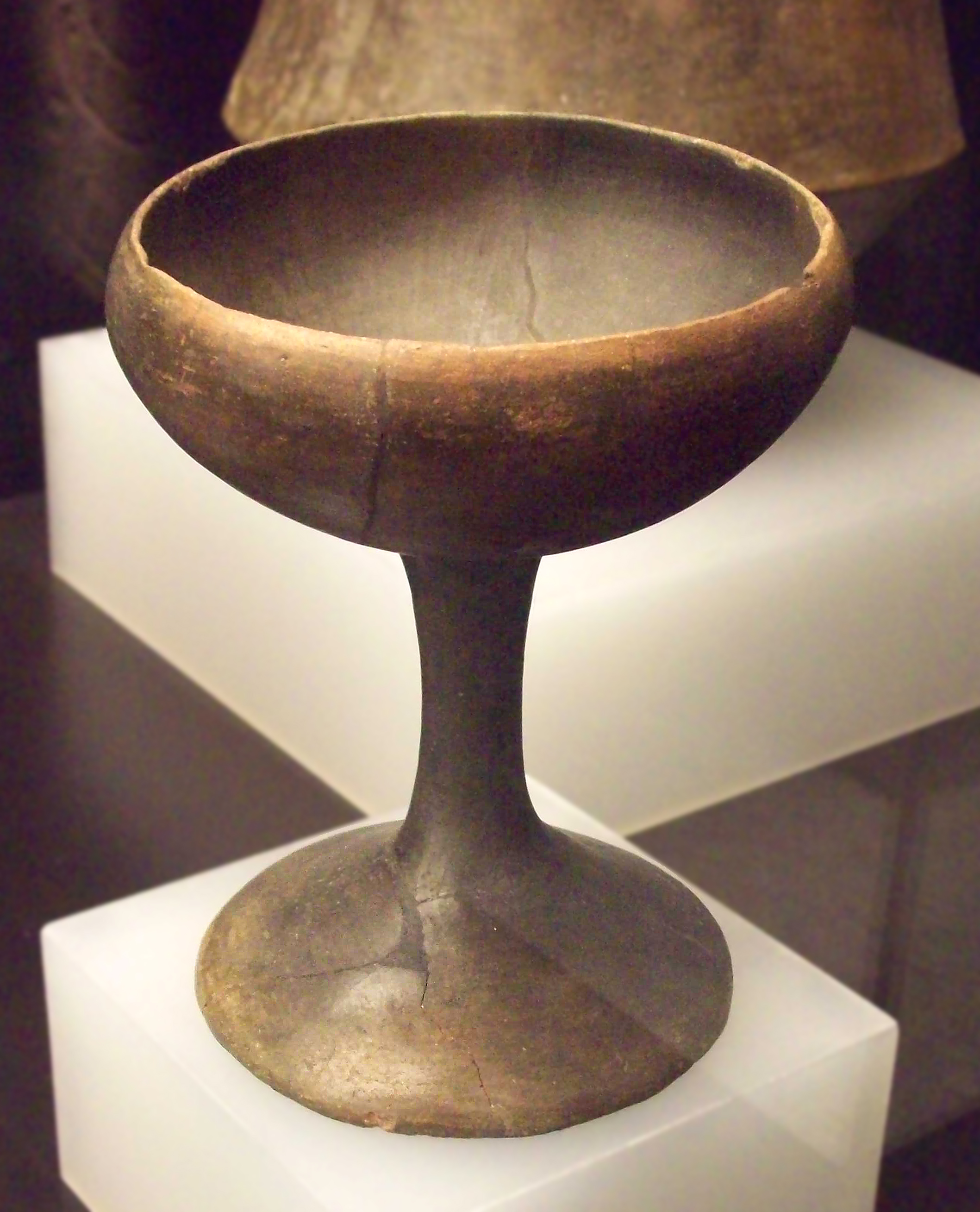
Copa argárica de arcilla (2200-1500 a C.) depositada en el M.A.N.

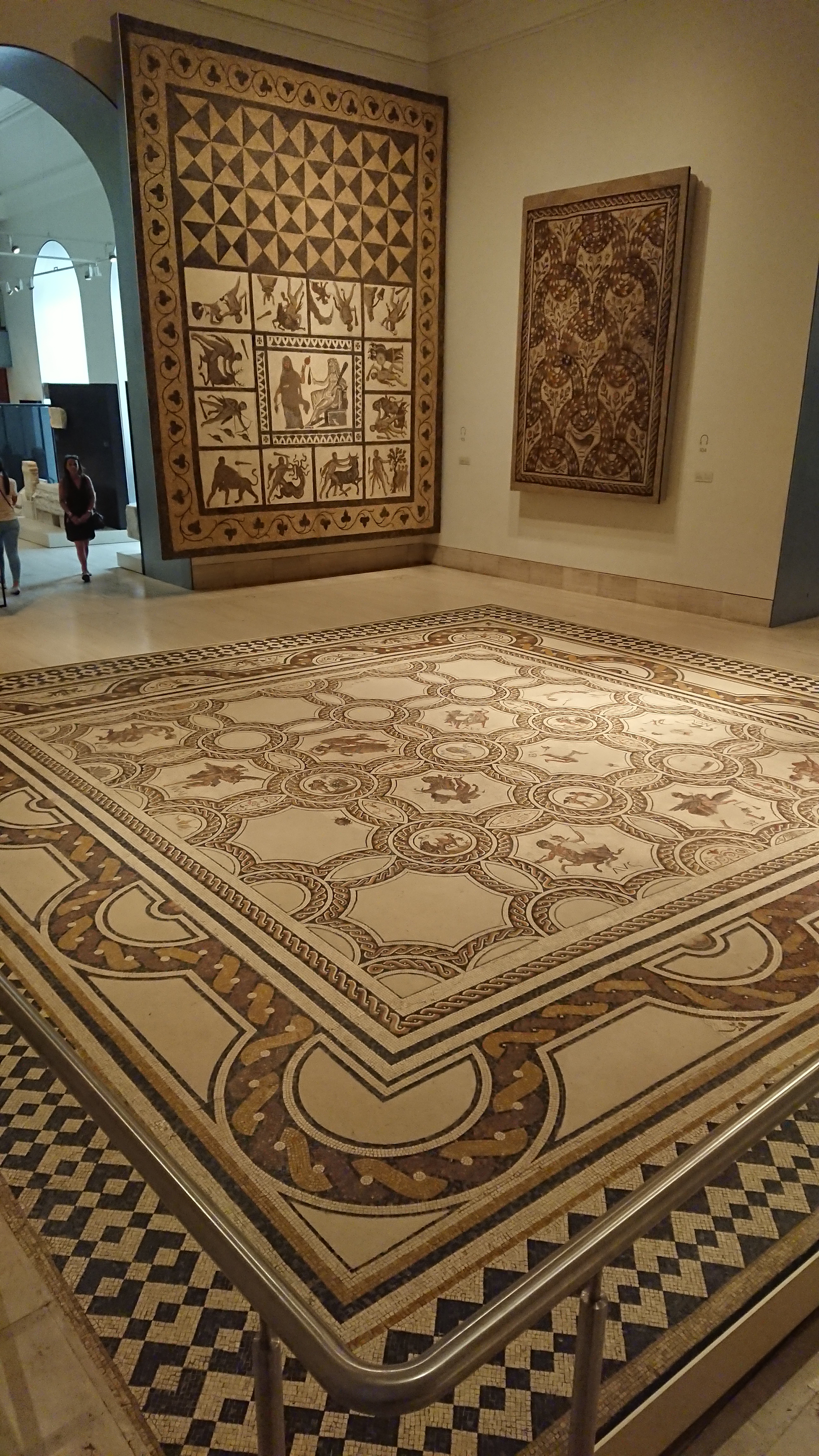
Mosaicos de la Hispania romana (sala 22).

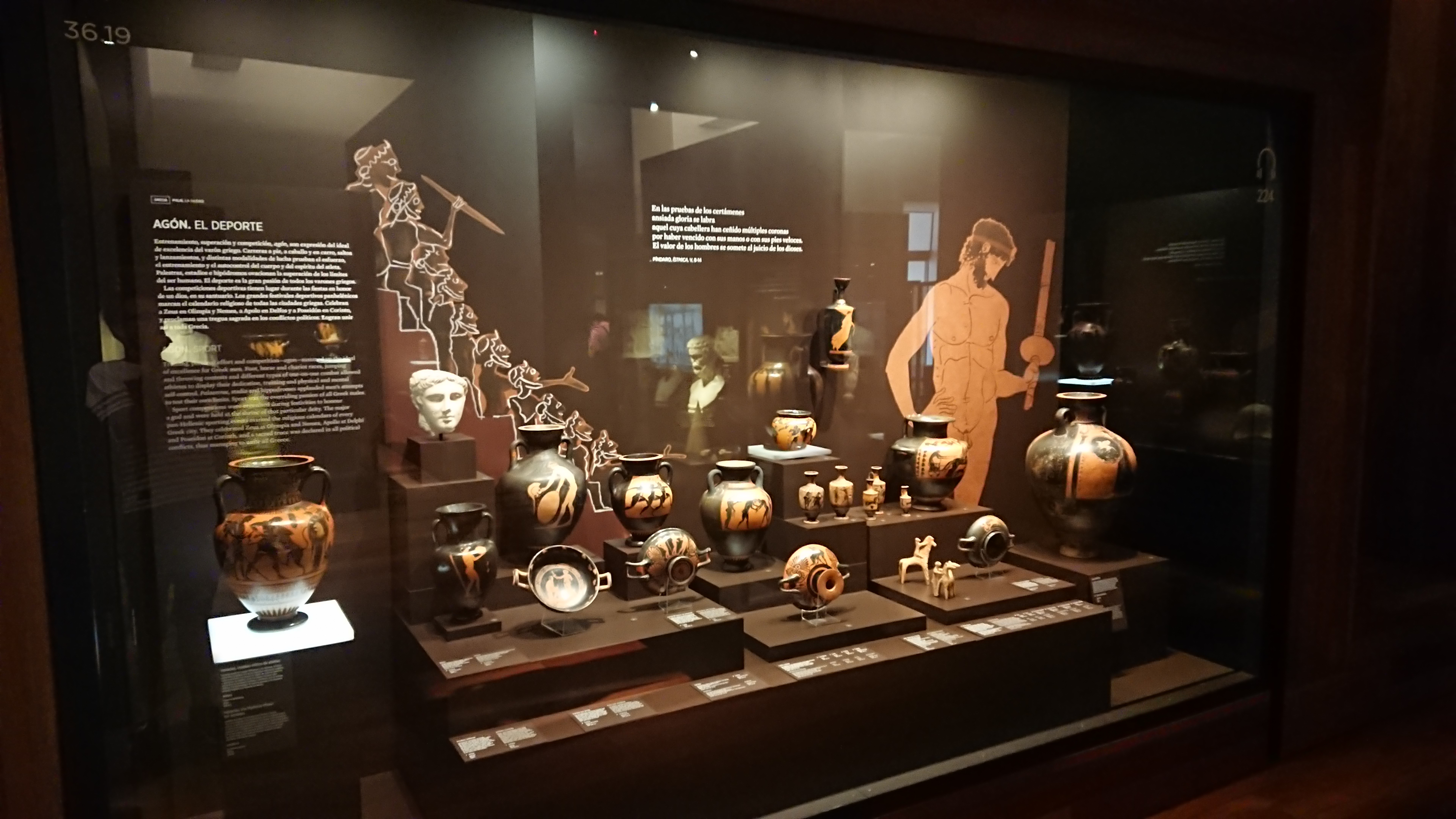
Vitrina en la sala de Grecia (sala 36).

El museo cuenta tras su remodelación con 40 salas. Sus colecciones se exhiben en 12 módulos expositivos:
- Arqueología y patrimonio
- Prehistoria
- Protohistoria
- Hispania romana
- Antigüedad tardía
- Edad Media
- Edad Moderna
- Historia del museo
- Oriente Próximo
- Egipto y Nubia
- Grecia
- Moneda

Entre sus más de 1 300 000 piezas, se pueden encontrar obras tan importantes como:
| - El Orante de Gudea. - Los Cuencos de Axtroki. - Momias y sarcófagos egipcios. - La Dama de Galera. - La Bicha de Balazote. - La Esfinge de Agost. - La Estela de Nebsumeno. - La Leona de Baena. - El Sepulcro de Pozo Moro. | - La Copa de Aisón. - El Sacerdote de Cádiz. - La Dama de Elche. - El Toro de Osuna. - La Dama de Baza. - La Gran Dama Oferente del Cerro de los Santos. - La Dama de Ibiza. - La Estatua sedente de Livia Drusilla. - Héctor ecuestre. - Momia guanche | - La Urna de la Mesta. - El Puteal de la Moncloa. - La mayor parte del Tesoro de Guarrazar. - Uno de los tres lotes en los que se encuentra dividido el Tesoro de Torredonjimeno. - El Bote de Zamora. - Los capiteles del claustro de Santa María la Real de Aguilar de Campoo (Palencia). - La Estatua orante de Pedro I de Castilla y el sepulcro de Constanza de Castilla. - Los Ábacos neperianos. - Tevau. |

Cuenta con una reproducción del techo de los polícromos de la cueva de Altamira (Santillana del Mar, Cantabria), en una sala subterránea ubicada bajo el jardín exterior. Además posee una de las colecciones de numismática más destacadas a nivel europeo, con 300 000 monedas.
Entre las no españolas, sobresale la colección de cerámica griega, especialmente la de vasos, principalmente suritálicos, una de las mejores de Europa. Aunque contó desde sus inicios con algunas piezas procedentes de la Colección Real, recibidas a través del Museo de Medallas y Antigüedades de la Biblioteca Nacional, y del Real Gabinete de Historia Natural, a través de su sucesor, el Museo Nacional de Ciencias Naturales, el gran impulso fue la compra en 1874 de la colección de arqueología del marqués de Salamanca, la más importante colección particular española decimonónica en su ámbito, que incluía novecientos cuarenta y cuatro de ellos. Otro hito fue la compra en 1999 de la colección Várez Fisa de arqueología. De las ciento ochenta y una obras, más de un centenar eran vasos griegos, de primer nivel y de hecho superiores en calidad a gran parte de las colecciones preexistentes en el museo.

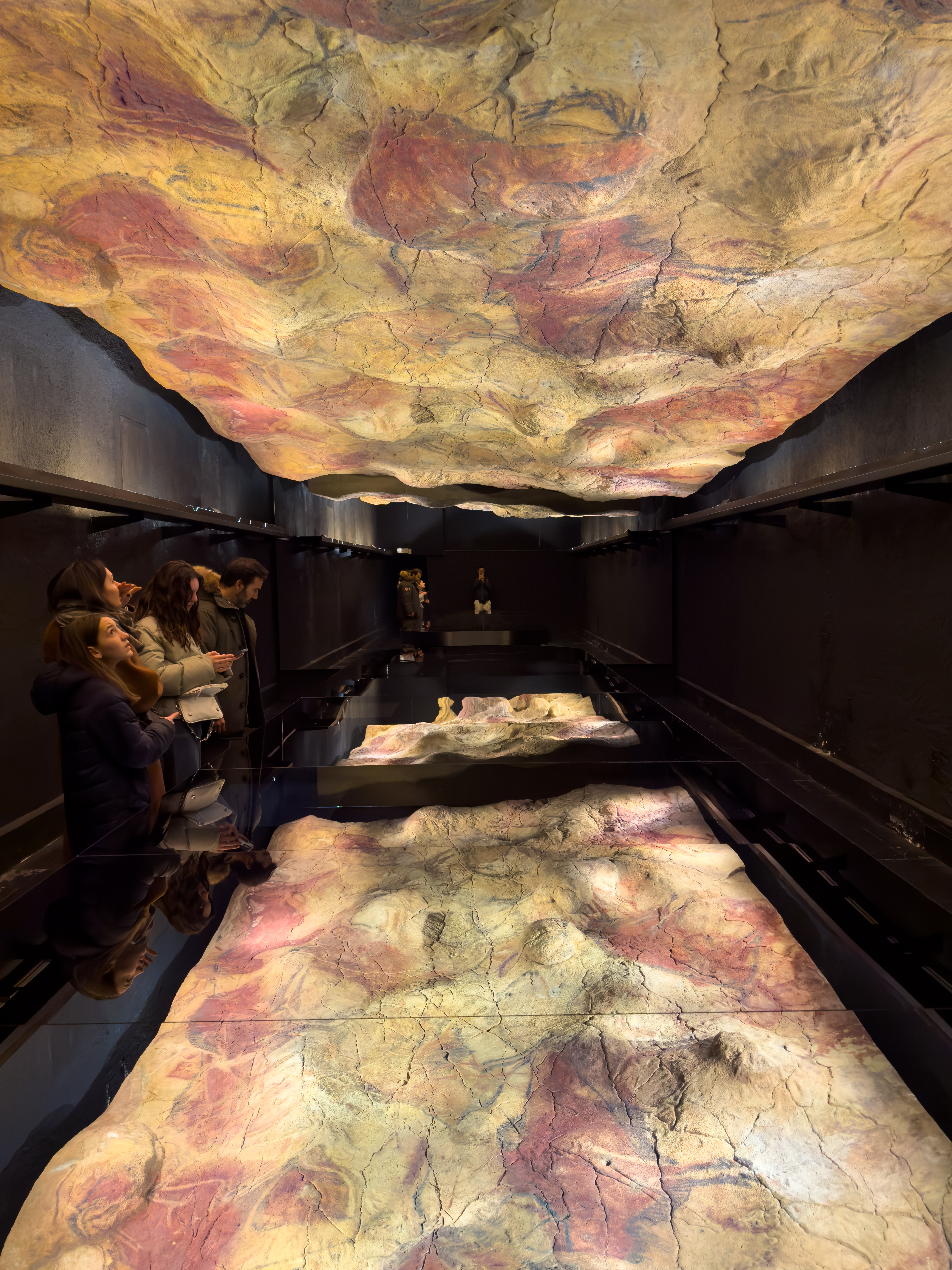
Reproducción de la Cueva de Altamira.
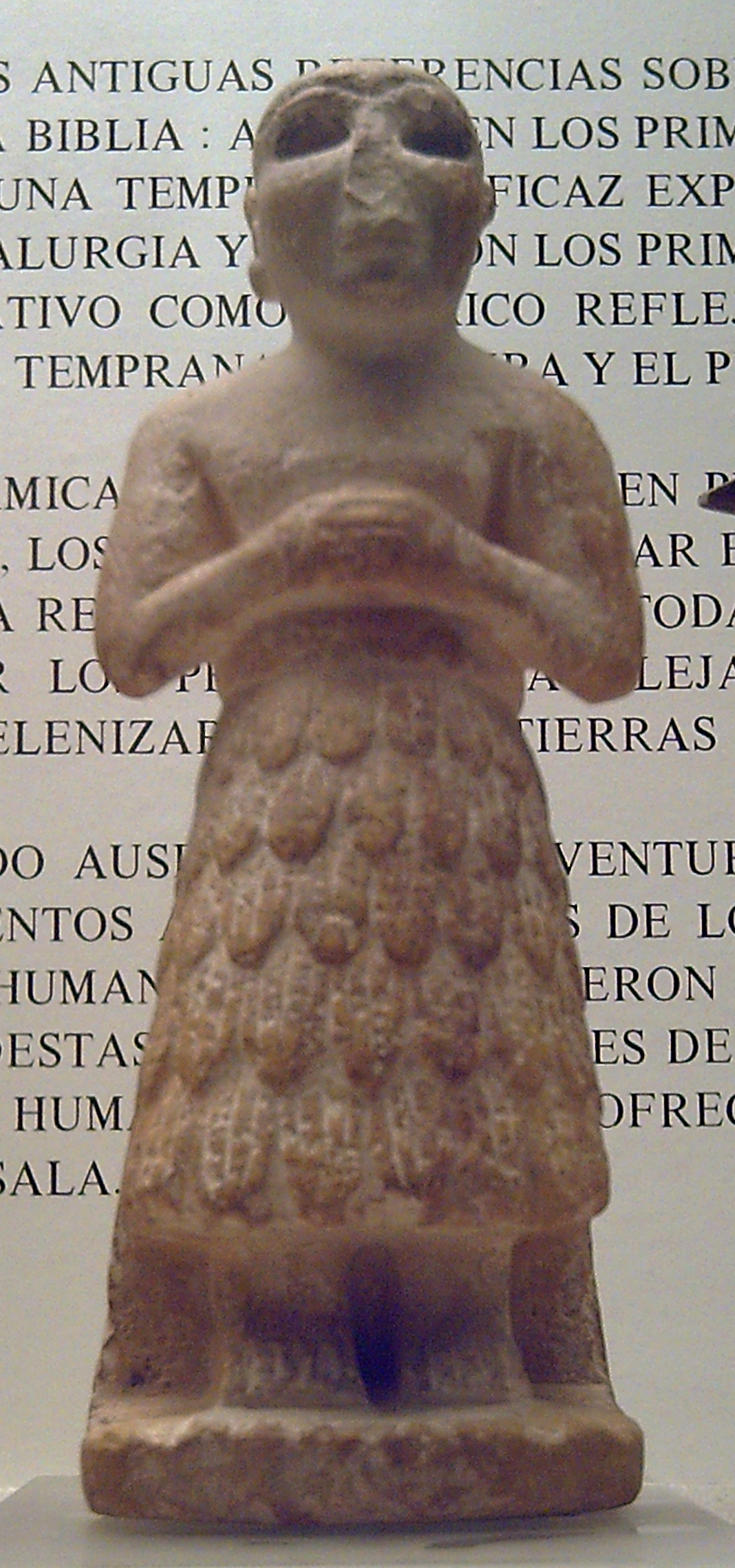
Orante de Gudea.
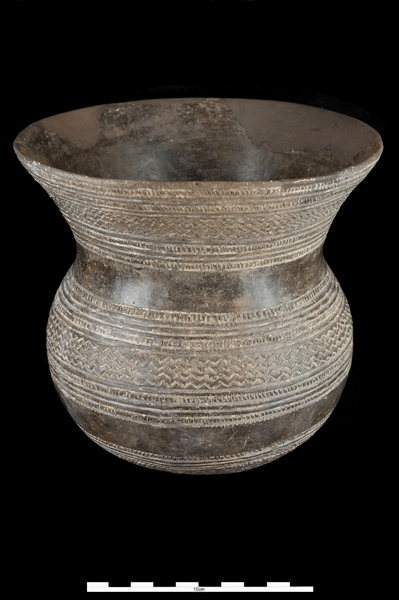
Vaso de Ciempozuelos.
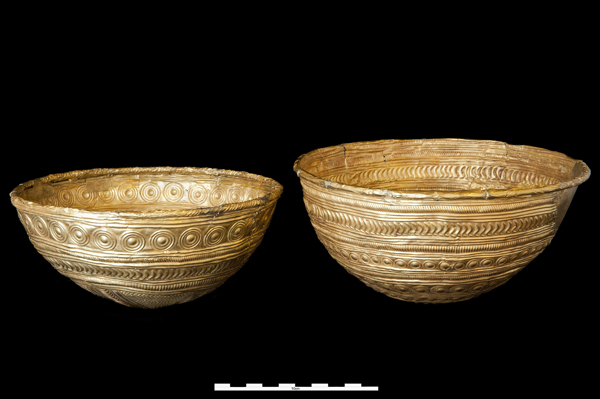
Cuencos de Axtroki.
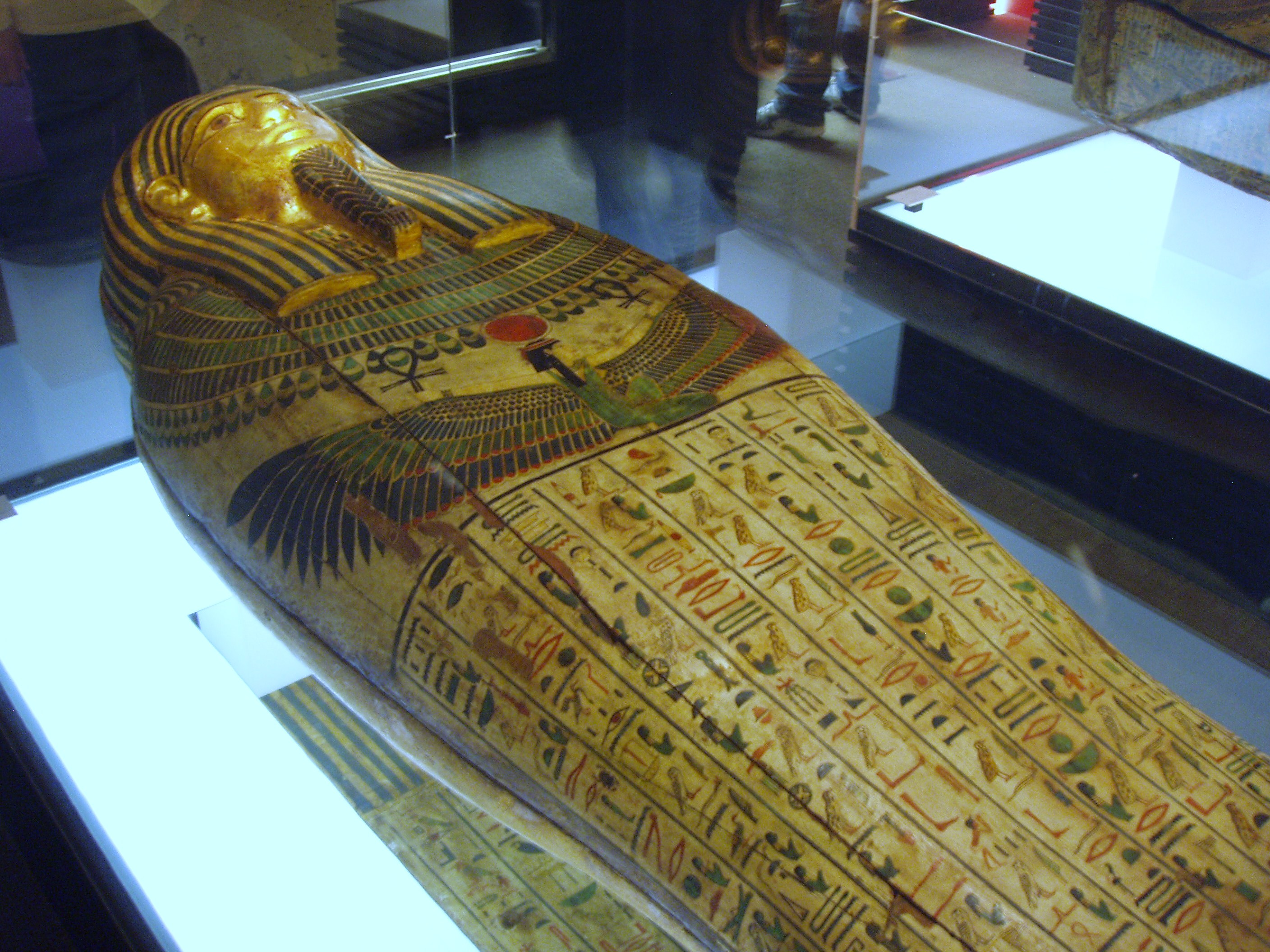
Sarcófago de Taremetchenbastet.
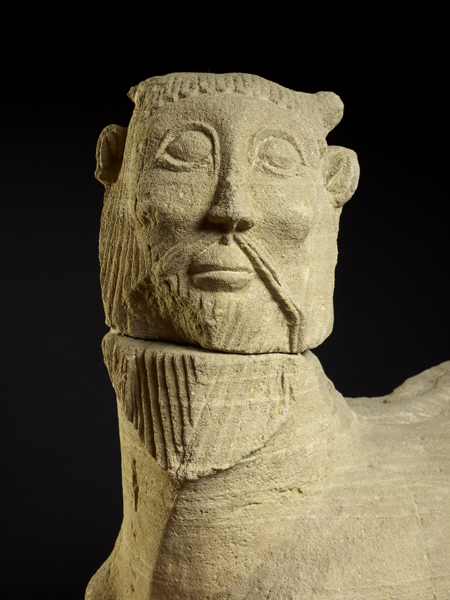
Bicha de Balazote.
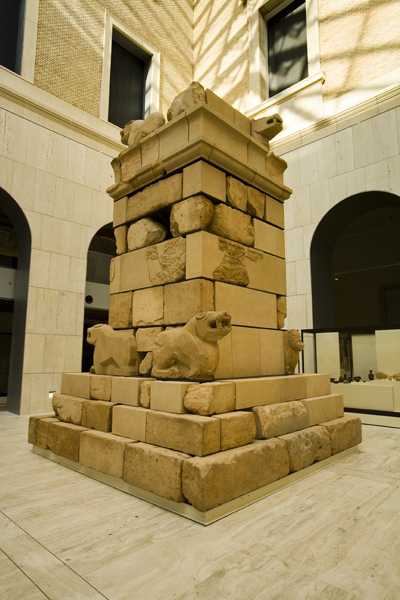
Sepulcro de Pozo Moro.
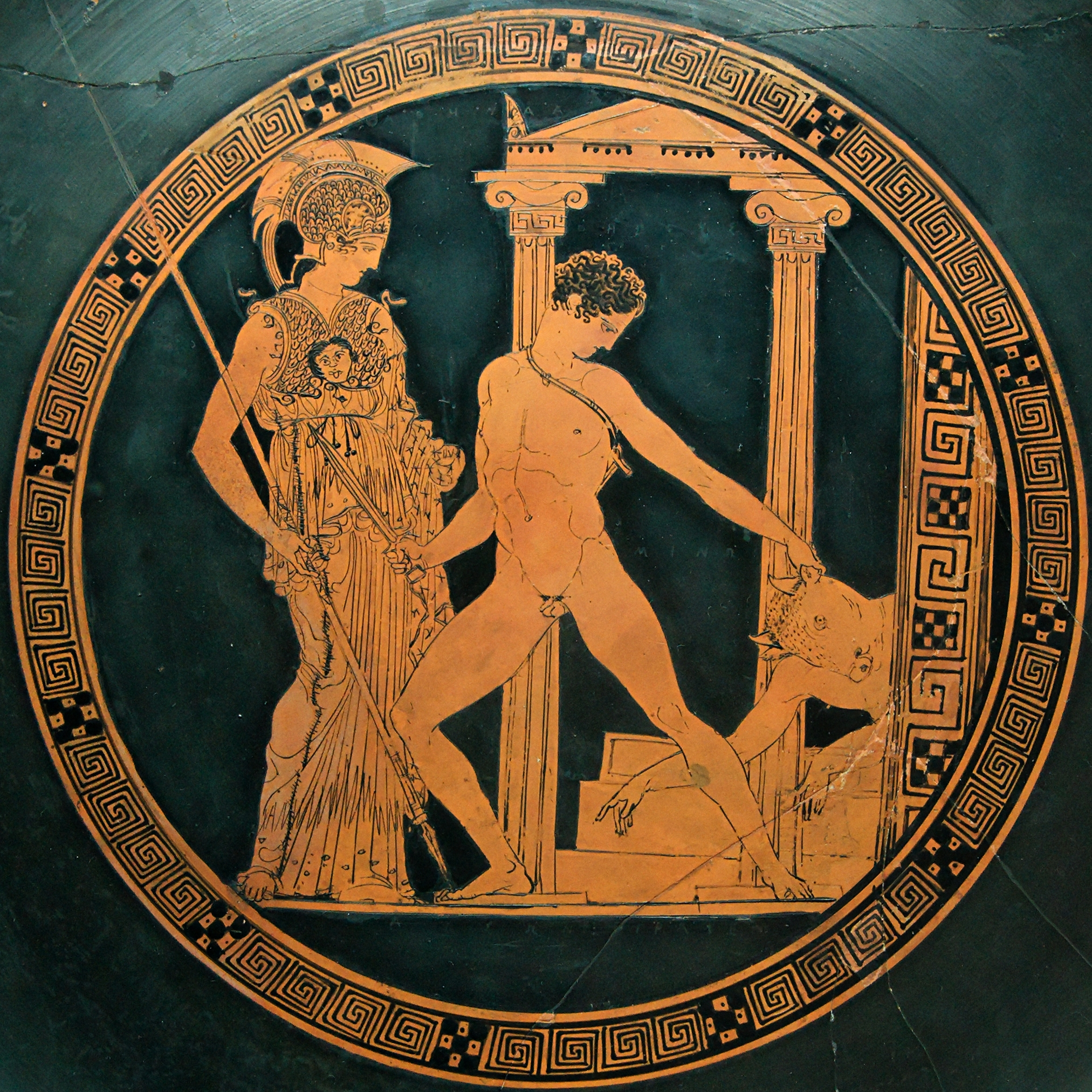
Detalle de la Copa de Aisón.
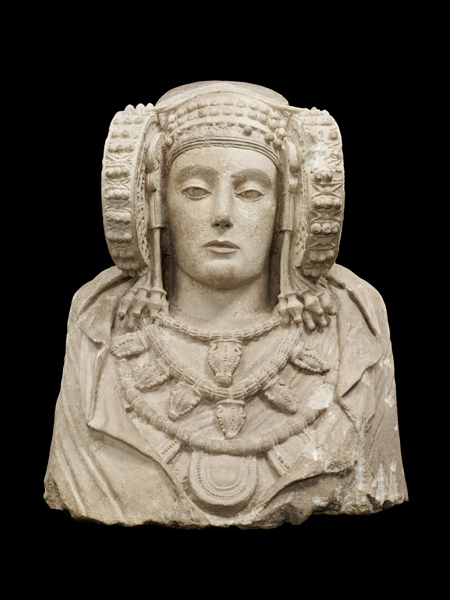
Dama de Elche.
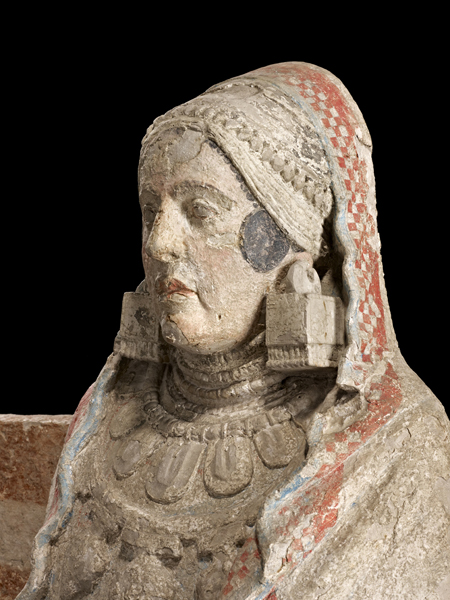
Dama de Baza.
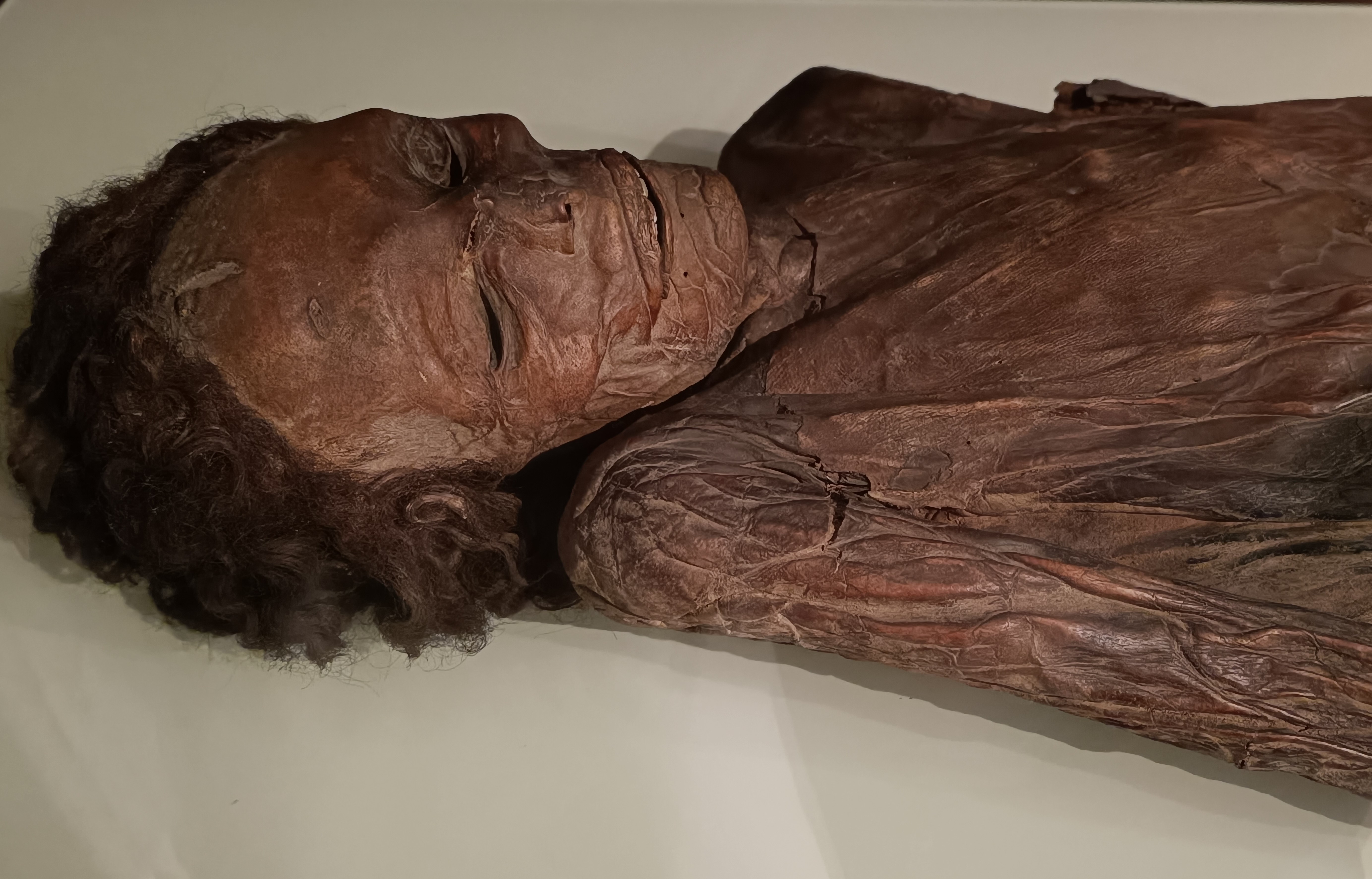
La llamada Momia guanche de Madrid (xaxo en lengua guanche).
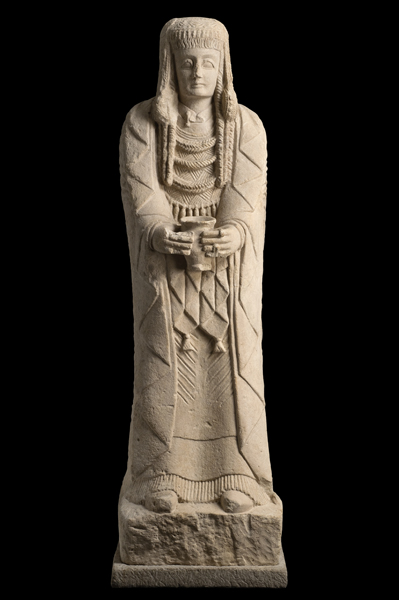
Gran Dama Oferente.
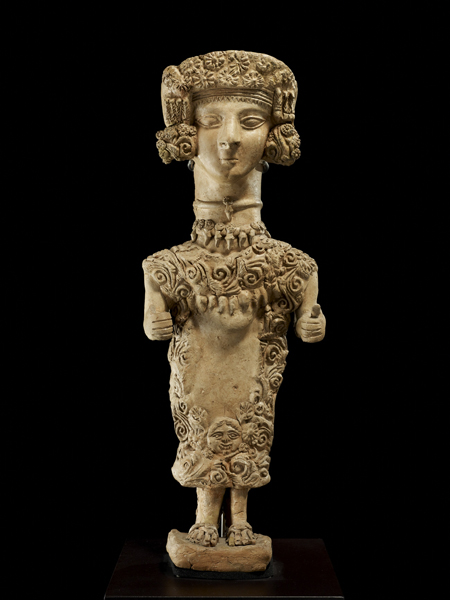
Dama de Ibiza.
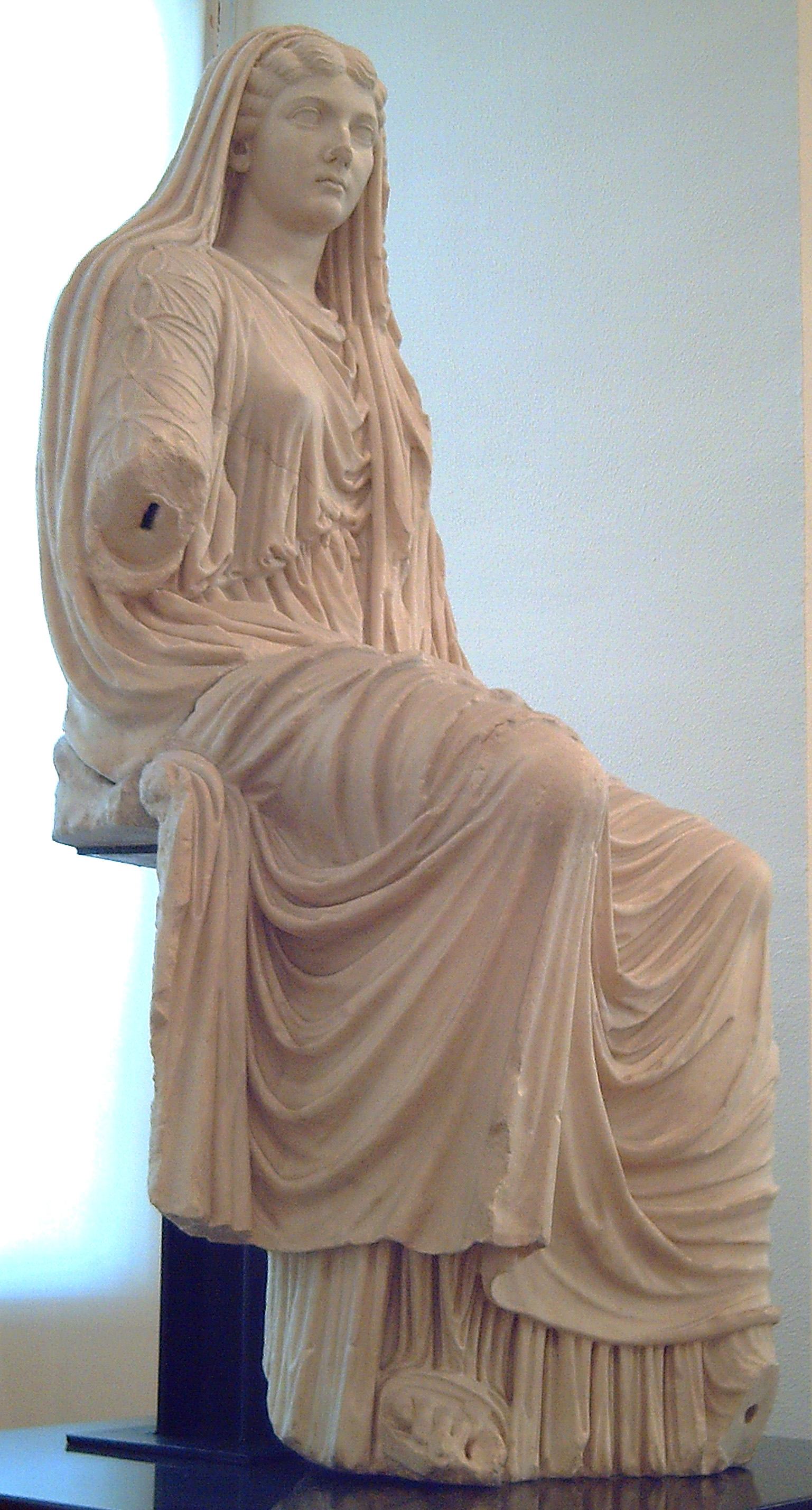
Estatua sedente de Livia.
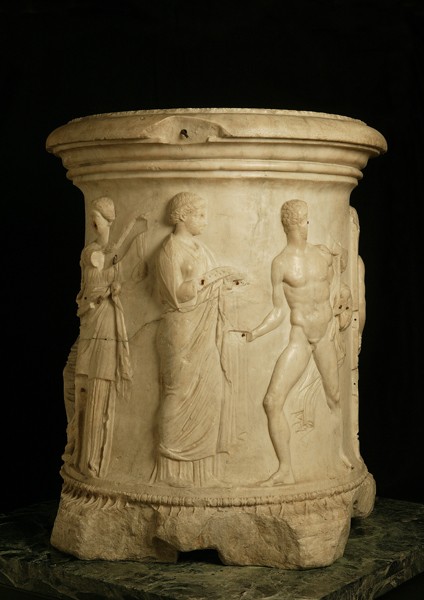
Puteal de la Moncloa.
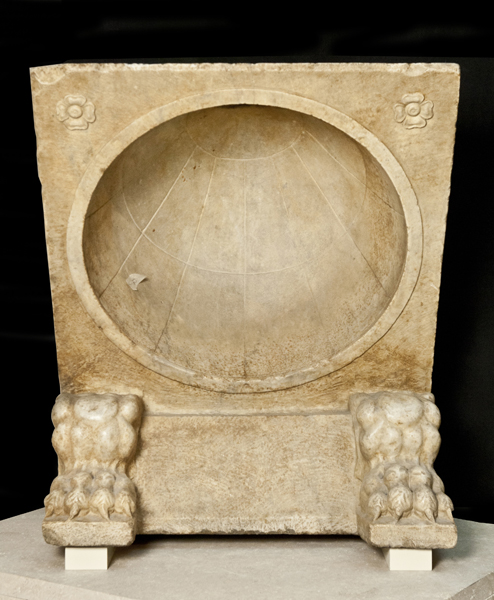
Reloj solar de Baelo Claudia.
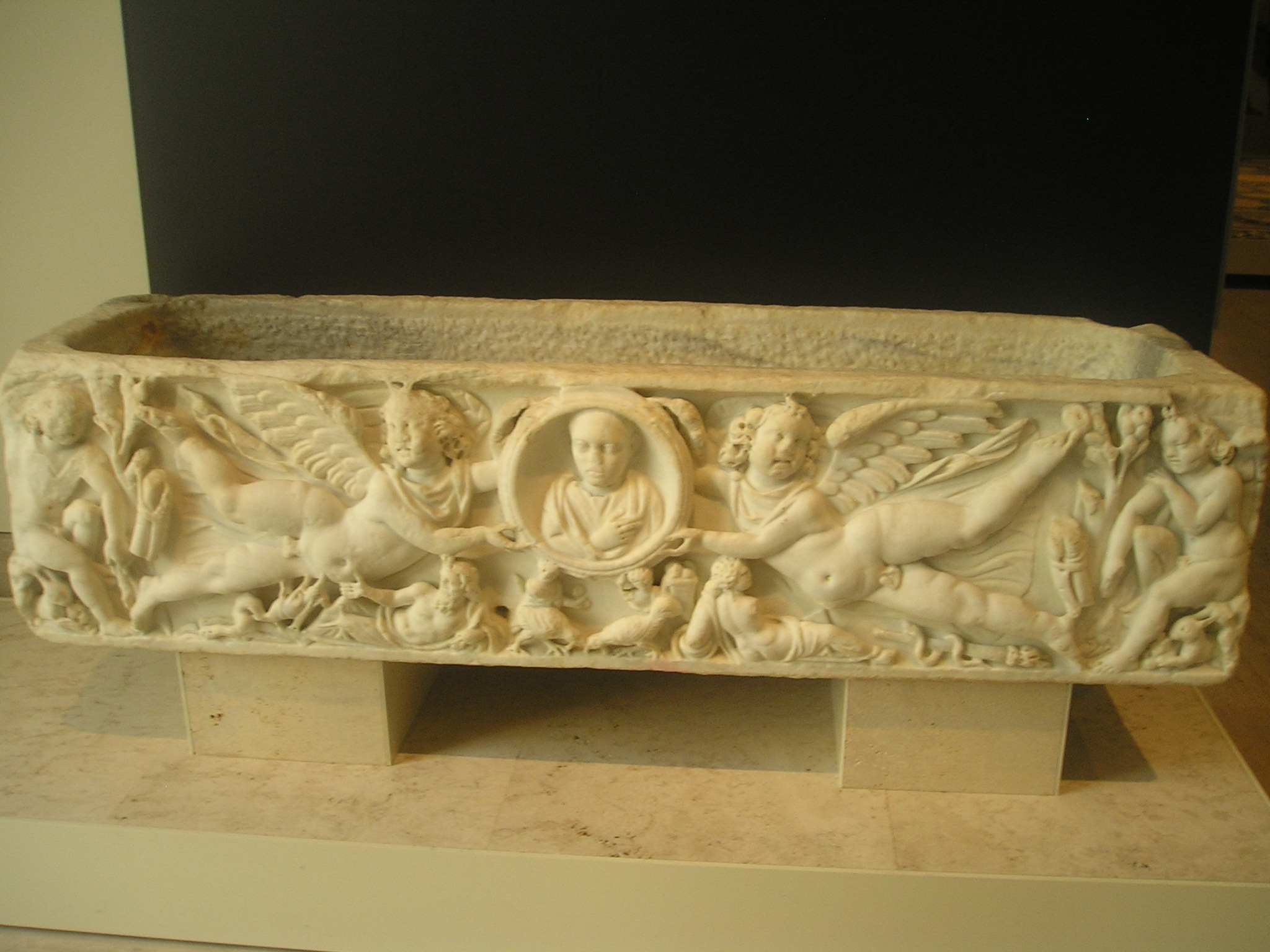
Sarcófago romano con niño portado por eros.
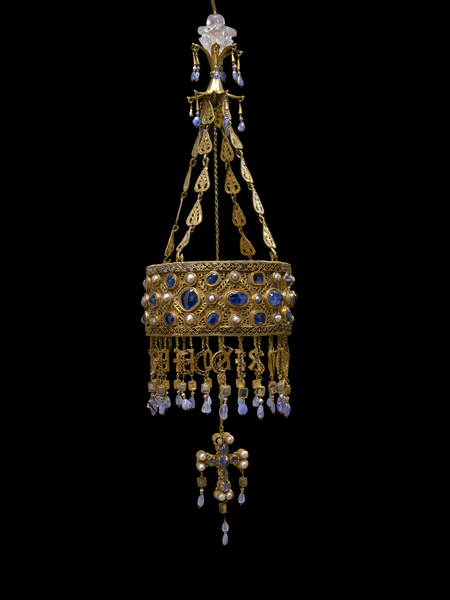
Corona de Recesvinto (Guarrazar).
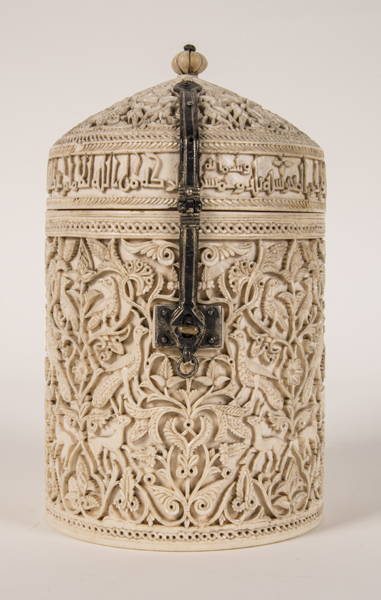
Bote de Zamora.
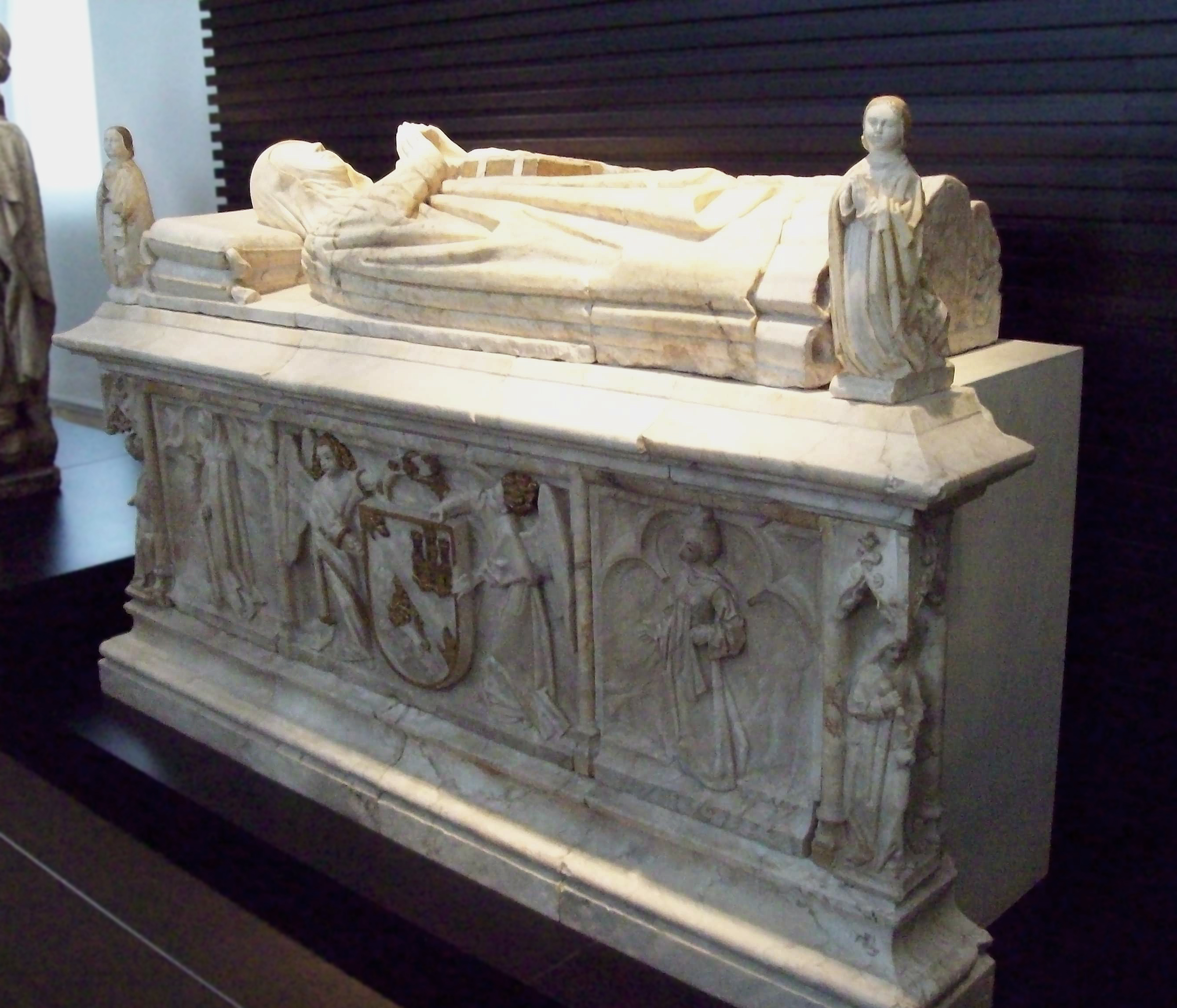
Sepulcro de Constanza de Castilla.
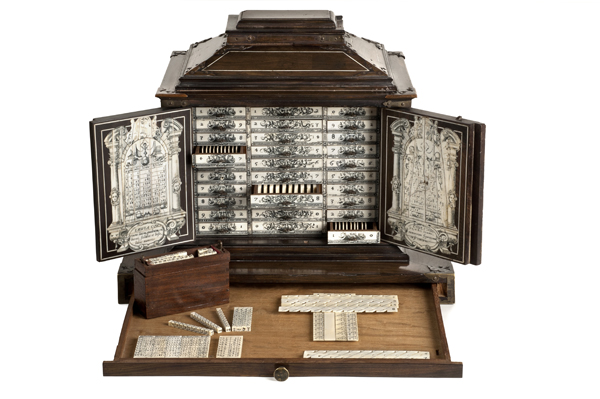
Ábacos neperianos.
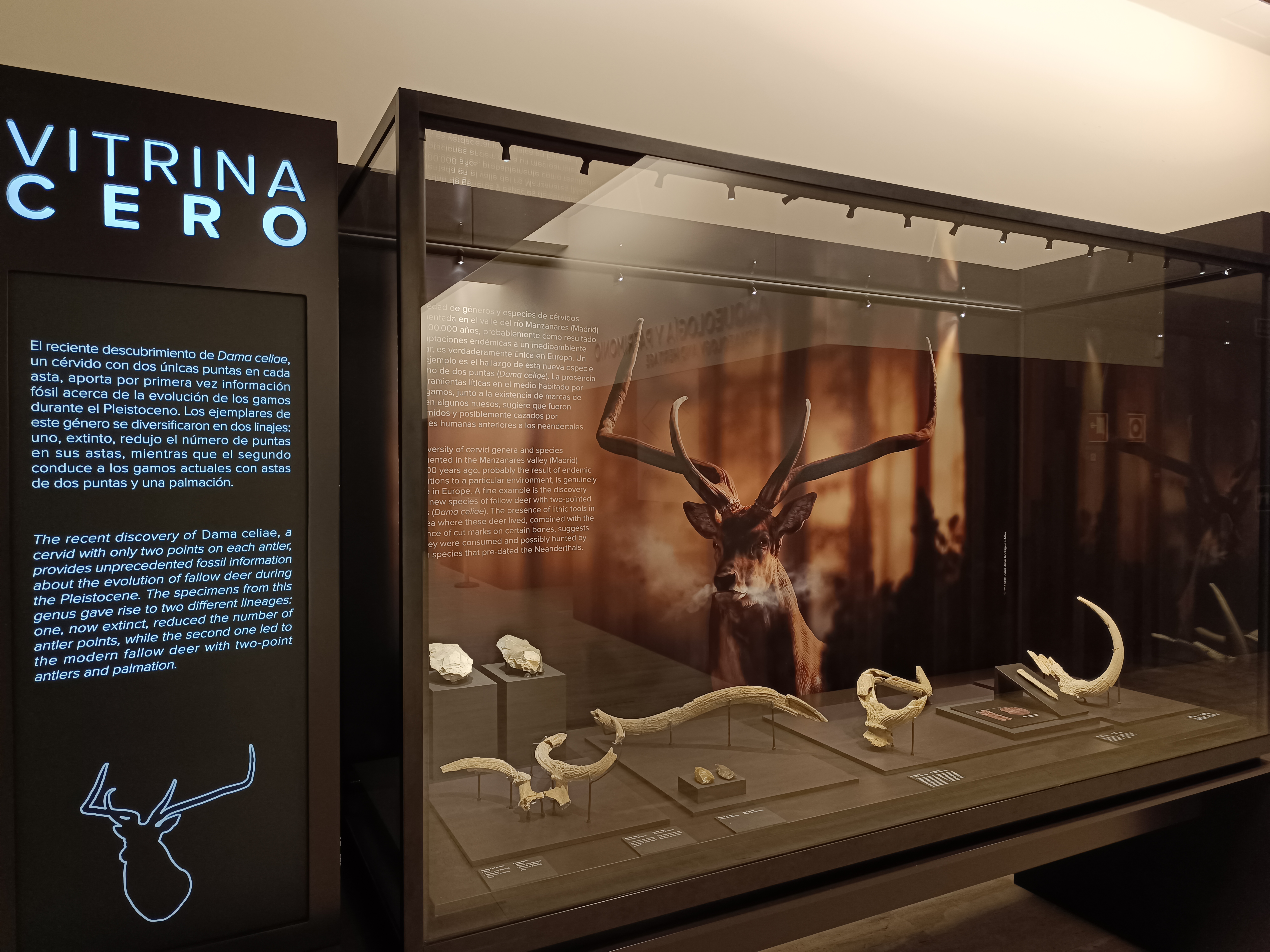
Dama celiae, cérvido extinto. Madrid.